# UEFA Europa League 2017/18
De UEFA Europa League 17/18 was het 47ste seizoen van de tweede Europese voetbalcompetitie voor clubs die georganiseerd wordt door de UEFA en het negende seizoen onder deze naam.
De finale werd gespeeld in het Parc Olympique Lyonnais in Lyon.

## Opzet
- De winnaar van de voorgaande UEFA Europa League kwalificeerde zich voor de Champions League.
- Alle bonden hadden een maximum van drie teams die mochten deelnemen aan de Europa League.
- 16 teams (uit de top 12 van de ranking) kwalificeerden zich rechtstreeks voor de groepsfase, de overige 32 teams stroomden in vanuit de play-offs.

## Algemene info

### Deelnemers per land
Een totaal van 162 teams van alle 55 bonden nam deel aan deze editie van de UEFA Europa League. De UEFA landenranking bepaalde hoeveel teams ieder land mocht afvaardigen:
- Van de bonden 1-51 (met uitzondering van Liechtenstein) kwalificeerden zich drie teams.
- Van de bonden 52-54 kwalificeerden zich twee teams.

Vanaf dit seizoen had Gibraltar 2 plekken in de Europa League

### De ranking
De verdeling werd gedaan op basis van de ranglijst van de UEFA-coëfficiënten. Hierbij werd gekeken naar de Europese prestaties van seizoen 2011/12 tot en met 2015/16.
- (CL) – Extra plek via de UEFA Champions League.
- (EL) – Plek minder, omdat de winnaar van de Europa League zich plaatste voor de Champions League.

| Nr. | Land        | Coeff.  | Clubs | Bijz.  |
| --- | ----------- | ------- | ----- | ------ |
| 1   | Spanje      | 105.713 | 3     | +1(CL) |
| 2   | Duitsland   | 80.177  | 3     | +3(CL) |
| 3   | Engeland    | 76.284  | 3     | -1(EL) |
| 4   | Italië      | 70.439  | 3     | +1(CL) |
| 5   | Portugal    | 53.082  | 3     | +1(CL) |
| 6   | Frankrijk   | 52.749  | 3     | +1(CL) |
| 7   | Rusland     | 50.082  | 3     | +2(CL) |
| 8   | Oekraïne    | 44.883  | 3     | +1(CL) |
| 9   | België      | 40.000  | 3     | +1(CL) |
| 10  | Nederland   | 35.563  | 3     | +1(CL) |
| 11  | Turkije     | 34.600  | 3     | +1(CL) |
| 12  | Zwitserland | 33.775  | 3     | +1(CL) |
| 13  | Tsjechië    | 32.925  | 3     | +2(CL) |
| 14  | Griekenland | 29.700  | 3     | +1(CL) |
| 15  | Roemenië    | 25.383  | 3     | +2(CL) |
| 16  | Oostenrijk  | 25.100  | 3     | +1(CL) |
| 17  | Kroatië     | 23.875  | 3     | +1(CL) |
| 18  | Polen       | 22.500  | 3     | +1(CL) |
| 19  | Cyprus      | 22.175  | 3     |        |

| Nr. | Land          | Coeff. | Clubs | Bijz.  |
| --- | ------------- | ------ | ----- | ------ |
| 20  | Wit-Rusland   | 20.000 | 3     | +1(CL) |
| 21  | Zweden        | 19.875 | 3     |        |
| 22  | Noorwegen     | 19.250 | 3     | +1(CL) |
| 23  | Israël        | 18.625 | 3     | +1(CL) |
| 24  | Denemarken    | 18.600 | 3     | +1(CL) |
| 25  | Schotland     | 17.300 | 3     | +1(CL) |
| 26  | Azerbeidzjan  | 14.875 | 3     |        |
| 27  | Servië        | 14.625 | 3     | +1(CL) |
| 28  | Kazachstan    | 14.125 | 3     | +1(CL) |
| 29  | Bulgarije     | 13.125 | 3     | +1(CL) |
| 30  | Slovenië      | 13.125 | 3     |        |
| 31  | Slowakije     | 12.000 | 3     |        |
| 32  | Liechtenstein | 10.500 | 1     |        |
| 33  | Hongarije     | 9.875  | 3     |        |
| 34  | Moldavië      | 9.125  | 3     | +1(CL) |
| 35  | IJsland       | 8.750  | 3     | +1(CL) |
| 36  | Georgië       | 8.125  | 3     |        |
| 37  | Finland       | 7.400  | 3     |        |

| Nr. | Land                  | Coeff. | Clubs | Bijz.  |
| --- | --------------------- | ------ | ----- | ------ |
| 38  | Bosnië en Herzegovina | 7.125  | 3     |        |
| 39  | Albanië               | 6.625  | 3     |        |
| 40  | Macedonië             | 6.000  | 3     | +1(CL) |
| 41  | Ierland               | 5.450  | 3     |        |
| 42  | Letland               | 5.375  | 3     |        |
| 43  | Luxemburg             | 5.250  | 3     |        |
| 44  | Montenegro            | 4.875  | 3     |        |
| 45  | Litouwen              | 4.625  | 3     |        |
| 46  | Noord-Ierland         | 4.500  | 3     |        |
| 47  | Estland               | 4.250  | 3     |        |
| 48  | Armenië               | 4.125  | 3     |        |
| 49  | Faeröer               | 3.625  | 3     |        |
| 50  | Malta                 | 3.583  | 3     |        |
| 51  | Wales                 | 3.500  | 3     |        |
| 52  | Gibraltar             | 1.000  | 2     |        |
| 53  | Andorra               | 0.999  | 2     |        |
| 54  | San Marino            | 0.333  | 2     |        |
| 55  | Kosovo                | 0.000  | 1     |        |

### Data lotingen
Alle lotingen, met uitzondering van de groepsfase, vonden plaats in het UEFA-hoofdkantoor in Nyon, Zwitserland. De loting van de groepsfase vond plaats in Monaco
| Fase          | Ronde                    | Datum loting     | Heenwedstrijd                                               | Terugwedstrijd                                              |
| ------------- | ------------------------ | ---------------- | ----------------------------------------------------------- | ----------------------------------------------------------- |
| Kwalificatie  | Eerste kwalificatieronde | 19 juni 2017     | 29 juni 2017                                                | 4 en 6 juli 2017                                            |
| Kwalificatie  | Tweede kwalificatieronde | 19 juni 2017     | 12 en 13 juli 2017                                          | 20 juli 2017                                                |
| Kwalificatie  | Derde kwalificatieronde  | 14 juli 2017     | 27 juli 2017                                                | 2 en 3 augustus 2017                                        |
| Play-off      | Play-offronde            | 4 augustus 2017  | 16 en 17 augustus 2017                                      | 24 augustus 2017                                            |
| Groepsfase    | Wedstrijddag 1           | 25 augustus 2017 | 14 september 2017                                           | 14 september 2017                                           |
| Groepsfase    | Wedstrijddag 2           | 25 augustus 2017 | 28 september 2017                                           | 28 september 2017                                           |
| Groepsfase    | Wedstrijddag 3           | 25 augustus 2017 | 19 oktober 2017                                             | 19 oktober 2017                                             |
| Groepsfase    | Wedstrijddag 4           | 25 augustus 2017 | 2 november 2017                                             | 2 november 2017                                             |
| Groepsfase    | Wedstrijddag 5           | 25 augustus 2017 | 23 november 2017                                            | 23 november 2017                                            |
| Groepsfase    | Wedstrijddag 6           | 25 augustus 2017 | 7 december 2017                                             | 7 december 2017                                             |
| Knock-outfase | 1/16 finales             | 11 december 2017 | 13 en 15 februari 2018                                      | 21 en 22 februari 2018                                      |
| Knock-outfase | 1/8 finales              | 23 februari 2018 | 8 maart 2018                                                | 15 maart 2018                                               |
| Knock-outfase | 1/4 finales              | 16 maart 2018    | 5 april 2018                                                | 12 april 2018                                               |
| Knock-outfase | 1/2 finales              | 13 april 2018    | 26 april 2018                                               | 3 mei 2018                                                  |
| Knock-outfase | Finale                   | 13 april 2018    | 16 mei 2018 in de Parc Olympique Lyonnais, Lyon, Frankrijk. | 16 mei 2018 in de Parc Olympique Lyonnais, Lyon, Frankrijk. |

## Teams
Onderstaande tabel geeft de deelnemers aan deze editie weer en toont in welke ronde de club instroomde.
| Laatste 32                 | Laatste 32                | Laatste 32                   | Laatste 32                        |
| -------------------------- | ------------------------- | ---------------------------- | --------------------------------- |
| Atlético Madrid (CL)       | Borussia Dortmund (CL)    | Sporting Lissabon (CL)       | CSKA Moskou (CL)                  |
| RB Leipzig (CL)            | Napoli (CL)               | Spartak Moskou (CL)          | Celtic (CL)                       |
| Groepsfase                 |                           |                              |                                   |
| Villarreal CF              | Lazio Roma                | Vitesse                      | Steaua Boekarest (CL PO)          |
| Real Sociedad              | Vitória de Guimarães      | Istanbul Başakşehir (CL PO)  | HNK Rijeka (CL PO)                |
| TSG Hoffenheim (CL PO)     | OGC Nice (CL PO)          | Konyaspor                    | Hapoel Beër Sjeva (CL PO)         |
| 1. FC Köln                 | Olympique Lyon            | BSC Young Boys (CL PO)       | FC Kopenhagen (CL PO)             |
| Hertha BSC                 | Lokomotiv Moskou          | FC Lugano                    | Astana FK (CL PO)                 |
| Arsenal                    | Zorja Loehansk            | Slavia Praag (CL PO)         |                                   |
| Atalanta Bergamo           | SV Zulte Waregem          | FC Fastav Zlín               |                                   |
| Play-offronde              |                           |                              |                                   |
| Dinamo Kiev (CL 3e)        | AEK Athene (CL 3e)        | BATE Borisov (CL 3e)         | Sheriff Tiraspol (CL 3e)          |
| Club Brugge (CL 3e)        | FC Viitorul (CL 3e)       | Rosenborg BK (CL 3e)         | FH Hafnarfjörður (CL 3e)          |
| Ajax (CL 3e)               | Red Bull Salzburg (CL 3e) | FK Partizan (CL 3e)          | FK Vardar (CL 3e)                 |
| FC Viktoria Pilsen (CL 3e) | Legia Warschau (CL 3e)    | PFK Ludogorets (CL 3e)       |                                   |
| 3e voorronde               |                           |                              |                                   |
| Athletic Bilbao            | Girondins de Bordeaux     | PSV                          | Universitatea Craiova [Bijz. ROE] |
| SC Freiburg                | Zenit Sint-Petersburg     | Fenerbahçe                   | Austria Wien                      |
| Everton                    | FK Krasnodar              | FC Sion                      | Dinamo Zagreb                     |
| AC Milan                   | Olimpik Donetsk           | Sparta Praag                 | Arka Gdynia                       |
| Sporting Braga             | FC Oleksandria            | PAOK Saloniki                |                                   |
| Marítimo                   | KAA Gent                  | Panathinaikos                |                                   |
| Olympique Marseille        | KV Oostende               | Dinamo Boekarest [Bijz. ROE] |                                   |
| 2e voorronde               |                           |                              |                                   |
| FC Utrecht                 | Panionios                 | Apollon Limasol              | Bnei Jehoeda                      |
| Galatasaray                | Astra Giurgiu [Bijz. ROE] | Dinamo Brest                 | Brøndby IF                        |
| FC Luzern                  | Sturm Graz                | Östersunds FK                | Aberdeen                          |
| Mladá Boleslav             | Hajduk Split              | SK Brann                     | Qäbälä PFK                        |
| 1e voorronde               |                           |                              |                                   |
| SCR Altach                 | Ordabası FK Şımkent       | VPS Vaasa                    | Crusaders FC                      |
| NK Osijek                  | Botev Plovdiv             | NK Široki Brijeg             | Coleraine FC                      |
| Jagiellonia Białystok      | Levski Sofia [Bijz. BUL]  | FK Željezničar               | Ballymena United                  |
| Lech Poznań                | Doenav Roese [Bijz. BUL]  | FK Sarajevo                  | Levadia Tallinn                   |
| AEK Larnaca                | NK Domžale                | KF Tirana                    | Nõmme Kalju FC                    |
| AEL Limasol                | ND Gorica                 | Partizan Tirana              | Flora Tallinn                     |
| Sjachtjor Salihorsk        | Olimpija Ljubljana        | Skënderbeu Korçë             | Sjirak FC                         |
| Dinamo Minsk               | Slovan Bratislava         | FK Pelister                  | Gandzasar Kapan                   |
| AIK Stockholm              | MFK Ružomberok            | FK Shkendija                 | Pjoenik Jerevan                   |
| IFK Norrköping             | AS Trenčín                | Rabotnički Skopje            | KÍ Klaksvik                       |
| Odds BK                    | FC Vaduz                  | Cork City FC                 | NSÍ Runavík                       |
| FK Haugesund               | Ferencváros               | Derry City                   | B36 Tórshavn                      |
| Maccabi Tel Aviv           | Videoton FC               | Shamrock Rovers              | Floriana                          |
| Beitar Jeruzalem           | Vasas SC Boedapest        | FK Ventspils                 | Balzan FC                         |
| Lyngby BK                  | Dacia Chisinau            | FK Jelgava                   | Valletta FC [Bijz. MAL]           |
| FC Midtjylland             | Milsami Orhei             | FK Liepāja                   | Bala Town FC                      |
| Rangers FC                 | Zaria Bălți               | Differdange 03               | Connah's Quay Nomads              |
| St. Johnstone FC           | Valur Reykjavík           | Fola Esch                    | Bangor City FC                    |
| FK Inter Bakoe             | Stjarnan FC               | Progrès Niedercorn           | Lincoln Red Imps FC               |
| Zira FK                    | KR Reykjavík              | FK Sutjeska Nikšić           | St Joseph's FC                    |
| Rode Ster Belgrado         | Torpedo Koetaisi          | FK Zeta                      | UE Santa Coloma                   |
| FK Vojvodina               | Tsjichoera Satsjchere     | FK Mladost Podgorica         | Sant Julià                        |
| FK Mladost Lučani          | Dinamo Batoemi            | FK Trakai                    | Tre Penne                         |
| Kairat Almaty              | Seinäjoen Jalkapallokerho | Sūduva Marijampolė           | Folgore                           |
| Irtysj Pavlodar            | HJK Helsinki              | Atlantas Klaipėda            | Pristina [Bijz. KOS]              |

| Legenda    | Legenda                                                                      |
| Aanduiding | Betekenis                                                                    |
| ---------- | ---------------------------------------------------------------------------- |
| (CL 3e)    | Ingestroomd na uitschakeling in de derde voorronde van de Champions League.  |
| (CL PO)    | Ingestroomd na uitschakeling in de play-offronde van de Champions League.    |
| (CL)       | Ingestroomd na 3e te zijn geworden in de groepsfase van de Champions League. |

 - Bulgarije (BUL): CSKA Sofia had zich oorspronkelijk geplaatst voor de eerste kwalificatieronde. Zij slaagde er echter niet in om een UEFA-licentie te bemachtigen. Het ticket schoof daarom door naar de nummer 3 Levski Sofia. Het ticket van Levski Sofia schoof vervolgens door naar de nummer 4 Doenav Roese.
 - Kosovo (KOS): KF Besa Pejë had zich als bekerwinnaar oorspronkelijk geplaatst voor de eerste kwalificatieronde. Zij slaagde er echter niet in om een UEFA-licentie te bemachtigen. Het ticket schoof daarom door naar de nummer 2 Pristina.
 - Malta (MAL): Birkirkara FC had zich oorspronkelijk geplaatst voor de eerste kwalificatieronde. Zij slaagde er echter niet in om een UEFA-licentie te bemachtigen. Het ticket schoof daarom door naar de nummer 4 Valletta FC.
 - Roemenië (ROE): Bekerwinnaar FC Voluntari en nummer 4 CFR Cluj hadden zich oorspronkelijk geplaatst voor respectievelijk de derde en de tweede kwalificatieronde. Zij slaagden er echter niet in om een UEFA-licentie te bemachtigen. Het ticket voor de derde kwalificatieronde schoof daarom door naar de nummer 5 Universitatea Craiova en het ticket voor de tweede kwalificatieronde naar de nummer 6 Astra Giurgiu.

## Kwalificatierondes
In de kwalificatierondes en de play-offronde werden de teams, gebaseerd op hun UEFA-clubcoëfficiënten tot en met het seizoen 2016/17, ingedeeld in geplaatste en ongeplaatste teams. Via een loting werden de geplaatste en ongeplaatste teams aan elkaar gekoppeld. Teams uit hetzelfde land konden niet tegen elkaar loten.

### Eerste kwalificatieronde
Aan de eerste kwalificatieronde deden 100 teams mee. De loting vond plaats op 19 juni 2017. De heenwedstrijden werden gespeeld op 29 juni, de terugwedstrijden op 4 en 6 juli 2017.
| Team 1                | Tot.             | Team 2                | 1e wedstr. | 2e wedstr.   |
| --------------------- | ---------------- | --------------------- | ---------- | ------------ |
| Maccabi Tel Aviv      | 5 – 0            | KF Tirana             | 2 – 0      | 3 – 0        |
| Kairat Almaty         | 8 – 1            | Atlantas Klaipėda     | 6 – 0      | 2 – 1        |
| Beitar Jeruzalem      | 7 – 3            | Vasas SC Boedapest    | 4 – 3      | 3 – 0        |
| NK Široki Brijeg      | 2 – 0 *          | Ordabası FK Şımkent   | 2 – 0      | 0 – 0        |
| Rode Ster Belgrado    | 6 – 3            | Floriana              | 3 – 0      | 3 – 3        |
| Valletta FC           | 3 – 0            | Folgore               | 2 – 0      | 1 – 0        |
| FK Ventspils          | 0 – 1            | Valur Reykjavík       | 0 – 0      | 0 – 1        |
| St. Johnstone FC      | 1 – 3            | FK Trakai             | 1 – 2      | 0 – 1        |
| Odds BK               | 5 – 0            | Ballymena United      | 3 – 0      | 2 – 0        |
| Sjachtjor Salihorsk   | 1 – 2            | Sūduva Marijampolė    | 0 – 0      | 1 – 2        |
| FK Mladost Lučani     | 0 – 5            | FK Inter Bakoe        | 0 – 3      | 0 – 2        |
| Tsjichoera Satsjchere | 1 – 2            | SCR Altach            | 0 – 1      | 1 – 1        |
| Fola Esch             | 3 – 2            | Milsami Orhei         | 2 – 1      | 1 – 1        |
| Partizan Tirana       | 1 – 4            | Botev Plovdiv         | 1 – 3      | 0 – 1        |
| UE Santa Coloma       | 0 – 6            | NK Osijek             | 0 – 2      | 0 – 4        |
| Zaria Bălți           | 3 – 3 ns (6 – 5) | FK Sarajevo           | 2 – 1      | 1 – 2 (n.v.) |
| Bala Town FC          | 1 – 5            | FC Vaduz              | 1 – 2      | 0 – 3        |
| VPS Vaasa             | 2 – 0            | Olimpija Ljubljana    | 1 – 0      | 1 – 0        |
| Connah's Quay Nomads  | 1 – 3            | HJK Helsinki          | 1 – 0      | 0 – 3        |
| KR Reykjavík          | 2 – 0 *          | SJK                   | 0 – 0      | 2 – 0        |
| Sjirak FC             | 2 – 4            | ND Gorica             | 0 – 2      | 2 – 2        |
| Zira FK               | 4 – 1            | Differdange 03        | 2 – 0      | 2 – 1        |
| FK Vojvodina          | 2 – 3            | MFK Ružomberok        | 2 – 1      | 0 – 2        |
| Pjoenik Jerevan       | 1 – 9 *          | Slovan Bratislava     | 1 – 4      | 0 – 5        |
| Tre Penne             | 0 – 7 *          | FK Rabotnički         | 0 – 1      | 0 – 6        |
| Rangers FC            | 1 – 2            | Progrès Niedercorn    | 1 – 0      | 0 – 2        |
| NK Domžale            | 5 – 2            | Flora Tallinn         | 2 – 0      | 3 – 2        |
| Crusaders FC          | 3 – 3 (u)        | FK Liepāja            | 3 – 1      | 0 – 2        |
| Nõmme Kalju FC        | 4 – 2            | B36 Tórshavn          | 2 – 1      | 2 – 1        |
| Levadia Tallinn       | 2 – 6            | Cork City FC          | 0 – 2      | 2 – 4        |
| FK Shkendija          | 7 – 0 *          | Dacia Chisinau        | 3 – 0      | 4 – 0        |
| Levski Sofia          | 3 – 1            | FK Sutjeska           | 3 – 1      | 0 – 0        |
| Irtysj Pavlodar       | 3 – 0            | Doenav Roese          | 1 – 0      | 2 – 0        |
| Dinamo Batoemi        | 0 – 5 *          | Jagiellonia Białystok | 0 – 1      | 0 – 4        |
| FK Željezničar        | 3 – 2            | FK Zeta               | 1 – 0      | 2 – 2        |
| AEK Larnaca           | 6 – 1            | Lincoln Red Imps      | 5 – 0      | 1 – 1        |
| FC Midtjylland        | 10 – 2           | Derry City            | 6 – 1      | 4 – 1        |
| Dinamo Minsk          | 4 – 1            | NSÍ Runavík           | 2 – 1      | 2 – 0        |
| Ferencváros           | 3 – 0            | FK Jelgava            | 2 – 0      | 1 – 0        |
| Lyngby BK             | 4 – 0            | Bangor City FC        | 1 – 0      | 3 – 0        |
| AS Trenčín            | 8 – 1            | Torpedo Koetaisi      | 5 – 1      | 3 – 0        |
| Lech Poznań           | 7 – 0            | FK Pelister           | 4 – 0      | 3 – 0        |
| Mladost Podgorica     | 4 – 0            | Gandzasar Kapan       | 1 – 0      | 3 – 0        |
| Videoton FC           | 5 – 3            | Balzan FC             | 2 – 0      | 3 – 3        |
| St Joseph's FC        | 0 – 10 *         | AEL Limasol           | 0 – 4      | 0 – 6        |
| Skënderbeu Korçë      | 6 – 0            | Sant Julià            | 1 – 0      | 5 – 0        |
| FK Haugesund          | 7 – 0            | Coleraine FC          | 7 – 0      | 0 – 0        |
| Stjarnan FC           | 0 – 2            | Shamrock Rovers       | 0 – 1      | 0 – 1        |
| IFK Norrköping        | 6 – 0            | Pristina              | 5 – 0      | 1 – 0        |
| KÍ Klaksvik           | 0 – 5 *          | AIK Stockholm         | 0 – 0      | 0 – 5        |

Bijz.: * De wedstrijden waren teruggedraaid na de oorspronkelijke loting.

### Tweede kwalificatieronde
Aan de tweede kwalificatieronde deden 66 teams mee, 50 winnaars van de eerste kwalificatieronde en 16 nieuwe teams. De loting vond plaats op 19 juni 2017. De heenwedstrijden werden gespeeld op 12 en 13 juli, de terugwedstrijden op 20 juli 2017.
| Team 1             | Tot.             | Team 2                | 1e wedstr. | 2e wedstr.   |
| ------------------ | ---------------- | --------------------- | ---------- | ------------ |
| Beitar Jeruzalem   | 1 – 5 *          | Botev Plovdiv         | 1 – 1      | 0 – 4        |
| Apollon Limasol    | 5 – 1            | Zaria Bălți           | 3 – 0      | 2 – 1        |
| Rabotnički Skopje  | 1 – 4            | Dinamo Minsk          | 1 – 1      | 0 – 3        |
| Slovan Bratislava  | 1 – 3            | Lyngby BK             | 0 – 1      | 1 – 2        |
| Shamrock Rovers    | 2 – 5            | Mladá Boleslav        | 2 – 3      | 0 – 2        |
| FK Željezničar     | 0 – 2            | AIK Stockholm         | 0 – 0      | 0 – 2        |
| Cork City          | 0 – 2 *          | AEK Larnaca           | 0 – 1      | 0 – 1        |
| Kairat Almaty      | 1 – 3            | Skënderbeu Korçë      | 1 – 1      | 0 – 2        |
| Panionios          | 5 – 2            | ND Gorica             | 2 – 0      | 3 – 2        |
| Astra Giurgiu      | 3 – 1 *          | Zira FK               | 3 – 1      | 0 – 0        |
| FK Haugesund       | 3 – 4            | Lech Poznań           | 3 – 2      | 0 – 2        |
| Brøndby IF         | 3 – 2            | VPS Vaasa             | 2 – 0      | 1 – 2        |
| IFK Norrköping     | 3 – 3 ns (3 – 5) | FK Trakai             | 2 – 1      | 1 – 2 (n.v.) |
| Hajduk Split       | 3 – 1            | Levski Sofia          | 1 – 0      | 2 – 1        |
| Nõmme Kalju FC     | 1 – 4            | Videoton FC           | 0 – 3      | 1 – 1        |
| Maccabi Tel Aviv   | 5 – 1            | KR Reykjavík          | 3 – 1      | 2 – 0        |
| Valletta FC        | 1 – 3            | FC Utrecht            | 0 – 0      | 1 – 3        |
| MFK Ružomberok     | 2 – 1            | SK Brann              | 0 – 1      | 2 – 0        |
| FK Liepāja         | 1 – 2            | Sūduva Marijampolė    | 0 – 2      | 1 – 0        |
| Qäbälä PFK         | 3 – 1            | Jagiellonia Białystok | 1 – 1      | 2 – 0        |
| Progrès Niedercorn | 1 – 3            | AEL Limasol           | 0 – 1      | 1 – 2        |
| SCR Altach         | 4 – 1            | Dinamo Brest          | 1 – 1      | 3 – 0        |
| Östersunds FK      | 3 – 1            | Galatasaray           | 2 – 0      | 1 – 1        |
| FK Inter Bakoe     | 2 – 4            | Fola Esch             | 1 – 0      | 1 – 4        |
| FC Vaduz           | 0 – 2            | Odds BK               | 0 – 1      | 0 – 1        |
| Valur Reykjavík    | 3 – 5            | NK Domžale            | 1 – 2      | 2 – 3        |
| Irtysj Pavlodar    | 1 – 3            | Rode Ster Belgrado    | 1 – 1      | 0 – 2        |
| Aberdeen           | 3 – 1            | NK Široki Brijeg      | 1 – 1      | 2 – 0        |
| Ferencváros        | 3 – 7            | FC Midtjylland        | 2 – 4      | 1 – 3        |
| Sturm Graz         | 3 – 1            | Mladost Podgorica     | 0 – 1      | 3 – 0        |
| FK Shkendija       | 4 – 2            | HJK Helsinki          | 3 – 1      | 1 – 1        |
| AS Trenčín         | 1 – 3            | Bnei Jehoeda          | 1 – 1      | 0 – 2        |
| NK Osijek          | 3 – 2            | FC Luzern             | 2 – 0      | 1 – 2        |

Bijz.: * De wedstrijden waren teruggedraaid na de oorspronkelijke loting.

### Derde kwalificatieronde
Aan de derde kwalificatieronde deden 58 teams mee, 33 winnaars uit de tweede kwalificatieronde en 25 nieuwe teams. De loting vond plaats op 14 juli 2017. De heenwedstrijden werden gespeeld op 27 juli, de terugwedstrijden op 2 en 3 augustus 2017.
| Team 1                | Tot.             | Team 2                | 1e wedstr. | 2e wedstr.   |
| --------------------- | ---------------- | --------------------- | ---------- | ------------ |
| PSV                   | 0 – 2            | NK Osijek             | 0 – 1      | 0 – 1        |
| FK Trakai             | 2 – 4            | FK Shkendija          | 2 – 1      | 0 – 3        |
| FK Krasnodar          | 5 – 2            | Lyngby BK             | 2 – 1      | 3 – 1        |
| Sturm Graz            | 2 – 3            | Fenerbahçe            | 1 – 2      | 1 – 1        |
| Panathinaikos         | 3 – 1            | Qäbälä PFK            | 1 – 0      | 2 – 1        |
| Mladá Boleslav        | 3 – 3 (2 – 4 ns) | Skënderbeu Korçë      | 2 – 1      | 1 – 2 (n.v.) |
| Austria Wien          | 2 – 1            | AEL Limasol           | 0 – 0      | 2 – 1        |
| Dinamo Zagreb         | 2 – 1            | Odds BK               | 2 – 1      | 0 – 0        |
| Dinamo Boekarest      | 1 – 4            | Athletic Bilbao       | 1 – 1      | 0 – 3        |
| Olimpik Donetsk       | 1 – 3            | PAOK Saloniki         | 1 – 1      | 0 – 2        |
| Arka Gdynia           | 4 – 4 (u)        | FC Midtjylland        | 3 – 2      | 1 – 2        |
| Östersunds FK         | 3 – 1            | Fola Esch             | 1 – 0      | 2 – 1        |
| Girondins de Bordeaux | 2 – 2 (u)        | Videoton FC           | 2 – 1      | 0 – 1        |
| Maccabi Tel Aviv      | 2 – 0            | Panionios             | 1 – 0      | 1 – 0        |
| FC Utrecht            | (u) 2 – 2        | Lech Poznań           | 0 – 0      | 2 – 2        |
| Universitatea Craiova | 0 – 3            | AC Milan              | 0 – 1      | 0 – 2        |
| Brøndby IF            | 0 – 2            | Hajduk Split          | 0 – 0      | 0 – 2        |
| KAA Gent              | 2 – 4            | SCR Altach            | 1 – 1      | 1 – 3        |
| Astra Giurgiu         | 0 – 1            | FC Oleksandria        | 0 – 0      | 0 – 1        |
| Everton               | 2 – 0            | MFK Ružomberok        | 1 – 0      | 1 – 0        |
| Aberdeen              | 2 – 3            | Apollon Limasol       | 2 – 1      | 0 – 2        |
| Rode Ster Belgrado    | 3 – 0            | Sparta Praag          | 2 – 0      | 1 – 0        |
| Botev Plovdiv         | 0 – 2            | Marítimo              | 0 – 0      | 0 – 2        |
| Bnei Jehoeda          | 1 – 2 *          | Zenit Sint-Petersburg | 0 – 2      | 1 – 0        |
| Olympique Marseille   | 4 – 2            | KV Oostende           | 4 – 2      | 0 – 0        |
| SC Freiburg           | 1 – 2            | NK Domžale            | 1 – 0      | 0 – 2        |
| AEK Larnaca           | 3 – 1            | Dinamo Minsk          | 2 – 0      | 1 – 1        |
| AIK Stockholm         | 2 – 3            | SC Braga              | 1 – 1      | 1 – 2 (n.v.) |
| Sūduva Marijampolė    | 4 – 1            | FC Sion               | 3 – 0      | 1 – 1        |

Bijz.: * De wedstrijd was teruggedraaid na de oorspronkelijke loting.

### Play-offronde
Aan de play-offronde deden 44 teams mee: 15 verliezende teams die instroomden vanuit de derde kwalificatieronde van de UEFA Champions League 2017/18 en de 29 winnaars van de derde kwalificatieronde. De loting vond plaats op 4 augustus 2017. De heenwedstrijden werden gespeeld op 16 en 17 augustus, de terugwedstrijden op 24 augustus 2017.
| Team 1           | Tot.        | Team 2                | 1e wedstr. | 2e wedstr.   |
| ---------------- | ----------- | --------------------- | ---------- | ------------ |
| AC Milan         | 7 – 0 *     | FK Shkendija          | 6 – 0      | 1 – 0        |
| FK Vardar        | 4 – 1       | Fenerbahçe            | 2 – 0      | 2 – 1        |
| Ajax             | 2 – 4       | Rosenborg BK          | 0 – 1      | 2 – 3        |
| NK Osijek        | 2 – 2 (u)   | Austria Wien          | 1 – 2      | 1 – 0        |
| FK Krasnodar     | 4 – 4 (u) * | Rode Ster Belgrado    | 3 – 2      | 1 – 2        |
| SCR Altach       | 2 – 3       | Maccabi Tel Aviv      | 0 – 1      | 2 – 2        |
| BATE Borisov     | 3 – 2       | FC Oleksandria        | 1 – 1      | 2 – 1        |
| Club Brugge      | 0 – 3       | AEK Athene            | 0 – 0      | 0 – 3        |
| Marítimo         | 1 – 3       | Dynamo Kiev           | 0 – 0      | 1 – 3        |
| Dinamo Zagreb    | 1 – 1 (u)   | Skënderbeu Korçë      | 1 – 1      | 0 – 0        |
| PFK Ludogorets   | 2 – 0       | Sūduva Marijampolė    | 2 – 0      | 0 – 0        |
| Panathinaikos    | 2 – 4       | Athletic Bilbao       | 2 – 3      | 0 – 1        |
| Apollon Limasol  | 4 – 3       | FC Midtjylland        | 3 – 2      | 1 – 1        |
| NK Domžale       | 1 – 4       | Olympique Marseille   | 1 – 1      | 0 – 3        |
| FK Partizan      | 4 – 0       | Videoton FC           | 0 – 0      | 4 – 0        |
| FH Hafnarfjörður | 3 – 5       | SC Braga              | 1 – 2      | 2 – 3        |
| Everton          | 3 – 1       | Hajduk Split          | 2 – 0      | 1 – 1        |
| FC Utrecht       | 1 – 2       | Zenit Sint-Petersburg | 1 – 0      | 0 – 2 (n.v.) |
| Legia Warschau   | 1 – 1 (u)   | Sheriff Tiraspol      | 1 – 1      | 0 – 0        |
| FC Viitorul      | 1 – 7       | Red Bull Salzburg     | 1 – 3      | 0 – 4        |
| Viktoria Pilsen  | 3 – 1       | AEK Larnaca           | 3 – 1      | 0 – 0        |
| PAOK Saloniki    | 3 – 3 (u)   | Östersunds FK         | 3 – 1      | 0 – 2        |

Bijz.: * De wedstrijden waren teruggedraaid na de oorspronkelijke loting.

## Hoofdtoernooi

### Groepsfase
De loting vond plaats op 25 augustus 2017. Een totaal van 48 teams werden verdeeld over 12 groepen van elk 4 teams, met de regel dat teams uit hetzelfde land niet in dezelfde groep konden komen. De 48 teams bestonden uit 16 rechtstreeks geplaatste teams, 22 winnaars van de play-off ronde en 10 verliezers van de play-off ronde van de UEFA Champions League 2017/18.
| Pot 1                 | Pot 1   |
| Team                  | Coeff.  |
| --------------------- | ------- |
| Arsenal               | 105.192 |
| Zenit Sint-Petersburg | 87.106  |
| Olympique Lyon        | 68.833  |
| Dynamo Kiev           | 67.526  |
| Villarreal            | 64.999  |
| Athletic Bilbao       | 60.999  |
| Lazio                 | 56.666  |
| AC Milan              | 47.666  |
| Viktoria Pilsen       | 40.635  |
| Red Bull Salzburg     | 40.570  |
| FC Kopenhagen         | 37.800  |
| SC Braga              | 37.366  |

| Pot 2               | Pot 2  |
| Team                | Coeff. |
| ------------------- | ------ |
| Steaua Boekarest    | 35.370 |
| PFK Ludogorets      | 34.175 |
| BATE Borisov        | 29.475 |
| Everton             | 29.192 |
| BSC Young Boys      | 28.915 |
| Olympique Marseille | 28.333 |
| Real Sociedad       | 27.499 |
| Maccabi Tel Aviv    | 23.375 |
| Lokomotiv Moskou    | 20.606 |
| Austria Wien        | 17.070 |
| Hertha BSC          | 16.899 |
| OGC Nice            | 16.833 |

| Pot 3             | Pot 3  |
| Team              | Coeff. |
| ----------------- | ------ |
| Astana FK         | 16.800 |
| FK Partizan       | 16.075 |
| TSG Hoffenheim    | 15.899 |
| FC Köln           | 15.899 |
| HNK Rijeka        | 15.550 |
| Vitória           | 14.866 |
| Atalanta Bergamo  | 14.666 |
| Zulte Waregem     | 14.480 |
| Zorja Loehansk    | 13.526 |
| Rosenborg BK      | 12.665 |
| Sheriff Tiraspol  | 11.150 |
| Hapoel Beër Sjeva | 10.875 |

| Pot 4               | Pot 4  |
| Team                | Coeff. |
| ------------------- | ------ |
| Apollon Limasol     | 10.710 |
| Istanbul Başakşehir | 10.340 |
| Konyaspor           | 9.840  |
| Vitesse             | 9.212  |
| Slavia Praag        | 8.135  |
| Rode Ster Belgrado  | 7.325  |
| Skënderbeu Korçë    | 6.825  |
| Fastav Zlín         | 6.635  |
| AEK Athene          | 6.580  |
| FC Lugano           | 6.415  |
| FK Vardar           | 5.125  |
| Östersunds FK       | 3.945  |

| Legenda kleuren in de tabellen                                  |
| --------------------------------------------------------------- |
| Groepswinnaars en nummers twee gaan door naar de knock-outfase. |
| Uitgeschakeld                                                   |

#### Groep A
| Club             | Wed | Win | Gel | Ver | DV | DT | +/- | Pnt |
| ---------------- | --- | --- | --- | --- | -- | -- | --- | --- |
| Villarreal       | 6   | 3   | 2   | 1   | 10 | 6  | +4  | 11  |
| Astana FK        | 6   | 3   | 1   | 2   | 10 | 7  | +3  | 10  |
| Slavia Praag     | 6   | 2   | 2   | 2   | 6  | 6  | 0   | 8   |
| Maccabi Tel Aviv | 6   | 1   | 1   | 4   | 1  | 8  | -7  | 4   |

|                             |                                        |       |                |                                                                                         |
| 14 september 2017 19:00 uur | Villarreal                             | 3 – 1 | Astana FK      | Estadio de la Cerámica, Villarreal Toeschouwers: 14.670 Scheidsrechter: Srđan Jovanović |
| 14 september 2017 19:00 uur | Sansone 16' Bakambu 75' Tsjerysjev 77' |       | 68' Logvinenko | Estadio de la Cerámica, Villarreal Toeschouwers: 14.670 Scheidsrechter: Srđan Jovanović |

|                             |              |       |                  |                                                                             |
| 14 september 2017 19:00 uur | Slavia Praag | 1 – 0 | Maccabi Tel Aviv | Eden Aréna, Praag Toeschouwers: 13.035 Scheidsrechter: Robert Schörgenhofer |
| 14 september 2017 19:00 uur | Necid 12'    |       |                  | Eden Aréna, Praag Toeschouwers: 13.035 Scheidsrechter: Robert Schörgenhofer |

|                             |             |       |                    |                                                                          |
| 28 september 2017 17:00 uur | Astana FK   | 1 – 1 | Slavia Praag       | Astana Arena, Astana Toeschouwers: 17.215 Scheidsrechter: Andreas Ekberg |
| 28 september 2017 17:00 uur | Tomasov 43' |       | 19' Ngadeu-Ngadjui | Astana Arena, Astana Toeschouwers: 17.215 Scheidsrechter: Andreas Ekberg |

|                             |                  |       |            |                                                                           |
| 28 september 2017 21:05 uur | Maccabi Tel Aviv | 0 – 0 | Villarreal | Netanjastadion, Netanja Toeschouwers: 11.865 Scheidsrechter: Craig Pawson |
| 28 september 2017 21:05 uur |                  |       |            | Netanjastadion, Netanja Toeschouwers: 11.865 Scheidsrechter: Craig Pawson |

|                           |                                            |       |                  |                                                                         |
| 19 oktober 2017 17:00 uur | Astana FK                                  | 4 – 0 | Maccabi Tel Aviv | Astana Arena, Astana Toeschouwers: 10.350 Scheidsrechter: Sergiej Bojko |
| 19 oktober 2017 17:00 uur | Twumasi 34' (pen.), 43' Kabananga 48', 53' |       |                  | Astana Arena, Astana Toeschouwers: 10.350 Scheidsrechter: Sergiej Bojko |

|                           |                         |       |                     |                                                                                           |
| 19 oktober 2017 21:05 uur | Villarreal              | 2 – 2 | Slavia Praag        | Estadio de la Cerámica, Villarreal Toeschouwers: 15.634 Scheidsrechter: Svein Oddvar Moen |
| 19 oktober 2017 21:05 uur | Trigueros 43' Bacca 45' |       | 19' Necid 31' Danny | Estadio de la Cerámica, Villarreal Toeschouwers: 15.634 Scheidsrechter: Svein Oddvar Moen |

|                           |                  |             |           |                                                                              |
| 2 november 2017 19:00 uur | Maccabi Tel Aviv | 0 – 1       | Astana FK | Netanjastadion, Netanja Toeschouwers: 7.934 Scheidsrechter: Paweł Raczkowski |
| 2 november 2017 19:00 uur |                  | 59' Twumasi |           | Netanjastadion, Netanja Toeschouwers: 7.934 Scheidsrechter: Paweł Raczkowski |

|                           |              |                           |            |                                                                      |
| 2 november 2017 19:00 uur | Slavia Praag | 0 – 2                     | Villarreal | Eden Aréna, Praag Toeschouwers: 18.403 Scheidsrechter: Robert Madden |
| 2 november 2017 19:00 uur |              | 16' Bacca 90' (e.d.) Deli |            | Eden Aréna, Praag Toeschouwers: 18.403 Scheidsrechter: Robert Madden |

|                            |                           |       |                           |                                                                             |
| 23 november 2017 17:00 uur | Astana FK                 | 2 – 3 | Villarreal                | Astana Arena, Astana Toeschouwers: 29.800 Scheidsrechter: Gediminas Mažeika |
| 23 november 2017 17:00 uur | Kabananga 23' Twumasi 89' |       | 41' Raba 66', 84' Bakambu | Astana Arena, Astana Toeschouwers: 29.800 Scheidsrechter: Gediminas Mažeika |

|                            |                  |                     |              |                                                                           |
| 23 november 2017 21:05 uur | Maccabi Tel Aviv | 0 – 2               | Slavia Praag | Netanjastadion, Netanja Toeschouwers: 6.874 Scheidsrechter: István Kovács |
| 23 november 2017 21:05 uur |                  | 45+2', 55' Hušbauer |              | Netanjastadion, Netanja Toeschouwers: 6.874 Scheidsrechter: István Kovács |

|                           |            |              |                  | |
| 7 december 2017 19:00 uur | Villarreal | 0 – 1        | Maccabi Tel Aviv | Estadio de la Cerámica, Villarreal Toeschouwers: 12.613 Scheidsrechter: Mads-Kristoffer Kristoffersen |
| 7 december 2017 19:00 uur |            | 61' Blackman |                  | Estadio de la Cerámica, Villarreal Toeschouwers: 12.613 Scheidsrechter: Mads-Kristoffer Kristoffersen |

|                           |              |            |           |                                                                     |
| 7 december 2017 19:00 uur | Slavia Praag | 0 – 1      | Astana FK | Eden Aréna, Praag Toeschouwers: 14.198 Scheidsrechter: Davide Massa |
| 7 december 2017 19:00 uur |              | 39' Aničić |           | Eden Aréna, Praag Toeschouwers: 14.198 Scheidsrechter: Davide Massa |

#### Groep B
| Club             | Wed | Win | Gel | Ver | DV | DT | +/- | Pnt |
| ---------------- | --- | --- | --- | --- | -- | -- | --- | --- |
| Dynamo Kiev      | 6   | 4   | 1   | 1   | 15 | 9  | +6  | 13  |
| FK Partizan      | 6   | 2   | 2   | 2   | 8  | 9  | -1  | 8   |
| BSC Young Boys   | 6   | 1   | 3   | 2   | 7  | 8  | -1  | 6   |
| Skënderbeu Korçë | 6   | 1   | 2   | 3   | 6  | 10 | -4  | 5   |

|                             |                                                      |       |                  |                                                                           |
| 14 september 2017 19:00 uur | Dynamo Kiev                                          | 3 – 1 | Skënderbeu Korçë | NSK Olimpiejsky, Kiev Toeschouwers: 24.893 Scheidsrechter: Bart Vertenten |
| 14 september 2017 19:00 uur | Sydortsjoek 47' Júnior Moraes 49' Mbokani 65' (pen.) |       | 39' Muzaka       | NSK Olimpiejsky, Kiev Toeschouwers: 24.893 Scheidsrechter: Bart Vertenten |

|                             |                |       |              |                                                                          |
| 14 september 2017 19:00 uur | BSC Young Boys | 1 – 1 | FK Partizan  | Stade de Suisse, Bern Toeschouwers: 13.004 Scheidsrechter: István Kovács |
| 14 september 2017 19:00 uur | Fassnacht 14'  |       | 11' Janković | Stade de Suisse, Bern Toeschouwers: 13.004 Scheidsrechter: István Kovács |

|                             |                          |       |                                       |                                                                             |
| 28 september 2017 21:05 uur | FK Partizan              | 2 – 3 | Dynamo Kiev                           | Partizanstadion, Belgrado Toeschouwers: 0 Scheidsrechter: Svein Oddvar Moen |
| 28 september 2017 21:05 uur | Ožegović 35' Tawamba 43' |       | 55', 86' Júnior Moraes 69' Boejalskyj | Partizanstadion, Belgrado Toeschouwers: 0 Scheidsrechter: Svein Oddvar Moen |

|                             |                  |       |                |                                                                       |
| 28 september 2017 21:05 uur | Skënderbeu Korçë | 1 – 1 | BSC Young Boys | Elbasan Arena, Elbasan Toeschouwers: 3.300 Scheidsrechter: Kevin Blom |
| 28 september 2017 21:05 uur | Sowe 66'         |       | 73' Assalé     | Elbasan Arena, Elbasan Toeschouwers: 3.300 Scheidsrechter: Kevin Blom |

|                           |                  |       |             |                                                                             |
| 19 oktober 2017 21:05 uur | Skënderbeu Korçë | 0 – 0 | FK Partizan | Elbasan Arena, Elbasan Toeschouwers: 6.300 Scheidsrechter: Daniel Stefański |
| 19 oktober 2017 21:05 uur |                  |       |             | Elbasan Arena, Elbasan Toeschouwers: 6.300 Scheidsrechter: Daniel Stefański |

|                           |                          |       |                                 |                                                                               |
| 19 oktober 2017 21:05 uur | Dynamo Kiev              | 2 – 2 | BSC Young Boys                  | NSK Olimpiejsky, Kiev Toeschouwers: 21.789 Scheidsrechter: Mattias Gestranius |
| 19 oktober 2017 21:05 uur | Mbokani 35' Morozyuk 50' |       | 18', 40' Assalé 63', 83' Sanogo | NSK Olimpiejsky, Kiev Toeschouwers: 21.789 Scheidsrechter: Mattias Gestranius |

|                           |                       |       |                  |                                                                                        |
| 2 november 2017 19:00 uur | FK Partizan           | 2 – 0 | Skënderbeu Korçë | Partizanstadion, Belgrado Toeschouwers: 12.659 Scheidsrechter: Carlos del Cerro Grande |
| 2 november 2017 19:00 uur | Tošić 40' Tawamba 67' |       |                  | Partizanstadion, Belgrado Toeschouwers: 12.659 Scheidsrechter: Carlos del Cerro Grande |

|                           |                |                |             |                                                                         |
| 2 november 2017 19:00 uur | BSC Young Boys | 0 – 1          | Dynamo Kiev | Stade de Suisse, Bern Toeschouwers: 10.077 Scheidsrechter: Tony Chapron |
| 2 november 2017 19:00 uur |                | 71' Boejalskyj |             | Stade de Suisse, Bern Toeschouwers: 10.077 Scheidsrechter: Tony Chapron |

|                            |                                |       |                           |                                                                         |
| 23 november 2017 21:05 uur | Skënderbeu Korçë               | 3 – 2 | Dynamo Kiev               | Elbasan Arena, Elbasan Toeschouwers: 100 Scheidsrechter: Oliver Drachta |
| 23 november 2017 21:05 uur | Lilaj 19' Adeniyi 53' Sowe 57' |       | 17' Tsihankov 90+2' Rusyn | Elbasan Arena, Elbasan Toeschouwers: 100 Scheidsrechter: Oliver Drachta |

|                            |                          |       |                |                                                                             |
| 23 november 2017 21:05 uur | FK Partizan              | 2 – 1 | BSC Young Boys | Partizanstadion, Belgrado Toeschouwers: 20.568 Scheidsrechter: Tamás Bognár |
| 23 november 2017 21:05 uur | Tawamba 13' Ožegović 54' |       | 26' Ngamaleu   | Partizanstadion, Belgrado Toeschouwers: 20.568 Scheidsrechter: Tamás Bognár |

|                           |                                                |       |                       |                                                                   |
| 7 december 2017 19:00 uur | Dynamo Kiev                                    | 4 – 1 | FK Partizan           | NSK Olimpiejsky, Kiev Toeschouwers: nnb Scheidsrechter: Paweł Gil |
| 7 december 2017 19:00 uur | Morozyuk 7' Júnior Moraes 29', 32', 79' (pen.) |       | 45+5' (pen.) Jevtović | NSK Olimpiejsky, Kiev Toeschouwers: nnb Scheidsrechter: Paweł Gil |

|                           |                         |       |                  |                                                                           |
| 7 december 2017 19:00 uur | BSC Young Boys          | 2 – 1 | Skënderbeu Korçë | Stade de Suisse, Bern Toeschouwers: 8.023 Scheidsrechter: Simon Lee Evans |
| 7 december 2017 19:00 uur | Hoarau 56' Assalé 90+6' |       | 52' Gavazaj      | Stade de Suisse, Bern Toeschouwers: 8.023 Scheidsrechter: Simon Lee Evans |

#### Groep C
| Club                | Wed | Win | Gel | Ver | DV | DT | +/- | Pnt |
| ------------------- | --- | --- | --- | --- | -- | -- | --- | --- |
| SC Braga            | 6   | 3   | 1   | 2   | 9  | 8  | +1  | 10  |
| PFK Ludogorets      | 6   | 2   | 3   | 1   | 7  | 5  | +2  | 9   |
| Istanbul Başakşehir | 6   | 2   | 2   | 2   | 7  | 8  | -1  | 8   |
| TSG Hoffenheim      | 6   | 1   | 2   | 3   | 8  | 10 | -2  | 5   |

|                             |                |       |                          |                                                                                 |
| 14 september 2017 19:00 uur | TSG Hoffenheim | 1 – 2 | SC Braga                 | Rhein-Neckar-Arena, Sinsheim Toeschouwers: 15.714 Scheidsrechter: Robert Madden |
| 14 september 2017 19:00 uur | Wagner 24'     |       | 45+1' Teixeira 50' Sousa | Rhein-Neckar-Arena, Sinsheim Toeschouwers: 15.714 Scheidsrechter: Robert Madden |

|                             |                     |       |                |                                                                                                 |
| 14 september 2017 19:00 uur | Istanbul Başakşehir | 0 – 0 | PFK Ludogorets | Başakşehir Fatih Terimstadion, Istanboel Toeschouwers: 6.804 Scheidsrechter: Stefan Johannesson |
| 14 september 2017 19:00 uur |                     |       |                | Başakşehir Fatih Terimstadion, Istanboel Toeschouwers: 6.804 Scheidsrechter: Stefan Johannesson |

|                             |                       |       |                |                                                                                 |
| 28 september 2017 21:05 uur | PFK Ludogorets        | 2 – 1 | TSG Hoffenheim | Loedogorets Arena, Razgrad Toeschouwers: 6.155 Scheidsrechter: Paweł Raczkowski |
| 28 september 2017 21:05 uur | Djakov 47' Lukoki 73' |       | 3' Kadeřábek   | Loedogorets Arena, Razgrad Toeschouwers: 6.155 Scheidsrechter: Paweł Raczkowski |

|                             |                           |       |                     |                                                                         |
| 28 september 2017 21:05 uur | SC Braga                  | 2 – 1 | Istanbul Başakşehir | Estádio Municipal, Braga Toeschouwers: 10.376 Scheidsrechter: Matej Jug |
| 28 september 2017 21:05 uur | Koka 27' Fransérgio 90+1' |       | 29' Belözoğlu       | Estádio Municipal, Braga Toeschouwers: 10.376 Scheidsrechter: Matej Jug |

|                           |          |                          |                |                                                                           |
| 19 oktober 2017 21:05 uur | SC Braga | 0 – 2                    | PFK Ludogorets | Estádio Municipal, Braga Toeschouwers: 8.623 Scheidsrechter: Davide Massa |
| 19 oktober 2017 21:05 uur |          | 26' Moți 57' (e.d.) Raúl |                | Estádio Municipal, Braga Toeschouwers: 8.623 Scheidsrechter: Davide Massa |

|                           |                                 |       |                     |                                                                                  |
| 19 oktober 2017 21:05 uur | TSG Hoffenheim                  | 3 – 1 | Istanbul Başakşehir | Rhein-Neckar-Arena, Sinsheim Toeschouwers: 21.167 Scheidsrechter: Aleksej Jeskov |
| 19 oktober 2017 21:05 uur | Hübner 53' Amiri 60' Schulz 76' |       | 90+4' Napoleoni     | Rhein-Neckar-Arena, Sinsheim Toeschouwers: 21.167 Scheidsrechter: Aleksej Jeskov |

|                           |                |       |                |                                                                                     |
| 2 november 2017 19:00 uur | PFK Ludogorets | 1 – 1 | SC Braga       | Loedogorets Arena, Razgrad Toeschouwers: 7.544 Scheidsrechter: Vladislav Bezborodov |
| 2 november 2017 19:00 uur | Marcelinho 69' |       | 83' Fransérgio | Loedogorets Arena, Razgrad Toeschouwers: 7.544 Scheidsrechter: Vladislav Bezborodov |

|                           |                     |       |                |                                                                                             |
| 2 november 2017 19:00 uur | Istanbul Başakşehir | 1 – 1 | TSG Hoffenheim | Başakşehir Fatih Terimstadion, Istanboel Toeschouwers: 5.214 Scheidsrechter: Harald Lechner |
| 2 november 2017 19:00 uur | Višća 90+4'         |       | 47' Grillitsch | Başakşehir Fatih Terimstadion, Istanboel Toeschouwers: 5.214 Scheidsrechter: Harald Lechner |

|                            |                                 |       |                                   |                                                                              |
| 23 november 2017 21:05 uur | SC Braga                        | 3 – 1 | TSG Hoffenheim                    | Estádio Municipal, Braga Toeschouwers: 10.054 Scheidsrechter: Andre Marriner |
| 23 november 2017 21:05 uur | Goiano 2' Fransérgio 82', 90+4' |       | 75' Uth 90+7' Schulz 90+7' Szalai | Estádio Municipal, Braga Toeschouwers: 10.054 Scheidsrechter: Andre Marriner |

|                            |                |       |                     |                                                                                 |
| 23 november 2017 21:05 uur | PFK Ludogorets | 1 – 2 | Istanbul Başakşehir | Loedogorets Arena, Razgrad Toeschouwers: 7.520 Scheidsrechter: Miroslav Zelinka |
| 23 november 2017 21:05 uur | Marcelinho 66' |       | 21' Višća 28' Frei  | Loedogorets Arena, Razgrad Toeschouwers: 7.520 Scheidsrechter: Miroslav Zelinka |

|                           |                |       |                          |                                                                                 |
| 7 december 2017 19:00 uur | TSG Hoffenheim | 1 – 1 | PFK Ludogorets           | Rhein-Neckar-Arena, Sinsheim Toeschouwers: 7.814 Scheidsrechter: Orel Grinfeeld |
| 7 december 2017 19:00 uur | Ochs 26'       |       | 63' Wanderson 84' Keșerü | Rhein-Neckar-Arena, Sinsheim Toeschouwers: 7.814 Scheidsrechter: Orel Grinfeeld |

|                           |                                |       |          |                                                                                        |
| 7 december 2017 19:00 uur | Istanbul Başakşehir            | 2 – 1 | SC Braga | Başakşehir Fatih Terimstadion, Istanboel Toeschouwers: nnb Scheidsrechter: John Beaton |
| 7 december 2017 19:00 uur | Višća 11' Belözoğlu 78' (pen.) |       | 56' Raúl | Başakşehir Fatih Terimstadion, Istanboel Toeschouwers: nnb Scheidsrechter: John Beaton |

#### Groep D
| Club         | Wed | Win | Gel | Ver | DV | DT | +/- | Pnt |
| ------------ | --- | --- | --- | --- | -- | -- | --- | --- |
| AC Milan     | 6   | 3   | 2   | 1   | 13 | 6  | +7  | 11  |
| AEK Athene   | 6   | 1   | 5   | 0   | 6  | 5  | +1  | 8   |
| HNK Rijeka   | 6   | 2   | 1   | 3   | 11 | 12 | -1  | 7   |
| Austria Wien | 6   | 1   | 2   | 3   | 9  | 16 | -7  | 5   |

|                         |              |       |                                            |                                                                                  |
| 14 september 2017 19:00 | Austria Wien | 1 – 5 | AC Milan                                   | Ernst Happelstadion, Wenen Toeschouwers: 31.409 Scheidsrechter: Serdar Gözübüyük |
| 14 september 2017 19:00 | Borković 47' |       | 7' Çalhanoğlu 10', 20', 56' Silva 63' Suso | Ernst Happelstadion, Wenen Toeschouwers: 31.409 Scheidsrechter: Serdar Gözübüyük |

|                             |            |       |                                     |                                                                          |
| 14 september 2017 19:00 uur | HNK Rijeka | 1 – 2 | AEK Athene                          | Stadion Rujevica, Rijeka Toeschouwers: 5.932 Scheidsrechter: John Beaton |
| 14 september 2017 19:00 uur | Elez 29'   |       | 16' Mantalos 62' Christodoulopoulos | Stadion Rujevica, Rijeka Toeschouwers: 5.932 Scheidsrechter: John Beaton |

|                             |                   |       |                           |                                                                                         |
| 28 september 2017 21:05 uur | AEK Athene        | 2 – 2 | Austria Wien              | Olympisch Stadion Spyridon Louis, Athene Toeschouwers: 16.954 Scheidsrechter: Paweł Gil |
| 28 september 2017 21:05 uur | Livaja 29', 90+1' |       | 16' Monschein 62' Tajouri | Olympisch Stadion Spyridon Louis, Athene Toeschouwers: 16.954 Scheidsrechter: Paweł Gil |

|                             |                                       |       |                              |                                                                                    |
| 28 september 2017 21:05 uur | AC Milan                              | 3 – 2 | HNK Rijeka                   | Stadio Giuseppe Meazza, Milaan Toeschouwers: 23.917 Scheidsrechter: Orel Grinfeeld |
| 28 september 2017 21:05 uur | Silva 15' Musacchio 54' Crutone 90+5' |       | 85' Acosty 90+1' (pen.) Elez | Stadio Giuseppe Meazza, Milaan Toeschouwers: 23.917 Scheidsrechter: Orel Grinfeeld |

|                           |          |       |            |                                                                                    |
| 19 oktober 2017 21:05 uur | AC Milan | 0 – 0 | AEK Athene | Stadio Giuseppe Meazza, Milaan Toeschouwers: 20.812 Scheidsrechter: Andreas Ekberg |
| 19 oktober 2017 21:05 uur |          |       |            | Stadio Giuseppe Meazza, Milaan Toeschouwers: 20.812 Scheidsrechter: Andreas Ekberg |

|                           |                      |       |                                  |                                                                                |
| 19 oktober 2017 21:05 uur | Austria Wien         | 1 – 3 | HNK Rijeka                       | Ernst Happelstadion, Wenen Toeschouwers: 20.690 Scheidsrechter: Sandro Schärer |
| 19 oktober 2017 21:05 uur | Friesenbichler 90+1' |       | 22', 32' Gavranović 90+3' Kvržić | Ernst Happelstadion, Wenen Toeschouwers: 20.690 Scheidsrechter: Sandro Schärer |

|                           |            |       |          |                                                                                           |
| 2 november 2017 19:00 uur | AEK Athene | 0 – 0 | AC Milan | Olympisch Stadion Spyridon Louis, Athene Toeschouwers: 40.538 Scheidsrechter: Jorge Sousa |
| 2 november 2017 19:00 uur |            |       |          | Olympisch Stadion Spyridon Louis, Athene Toeschouwers: 40.538 Scheidsrechter: Jorge Sousa |

|                           |                       |       |                                           |                                                                           |
| 2 november 2017 19:00 uur | HNK Rijeka            | 1 – 4 | Austria Wien                              | Stadion Rujevica, Rijeka Toeschouwers: 7.912 Scheidsrechter: Jakob Kehlet |
| 2 november 2017 19:00 uur | Pavičić 62' Mišić 73' |       | 42', 63' Prokop 74' Serbest 84' Monschein | Stadion Rujevica, Rijeka Toeschouwers: 7.912 Scheidsrechter: Jakob Kehlet |

|                            |                                                 |       |               |                                                                                      |
| 23 november 2017 21:05 uur | AC Milan                                        | 5 – 1 | Austria Wien  | Stadio Giuseppe Meazza, Milaan Toeschouwers: 17.932 Scheidsrechter: Andris Treimanis |
| 23 november 2017 21:05 uur | Rodríguez 28' Silva 37', 71' Crutone 43', 90+4' |       | 22' Monschein | Stadio Giuseppe Meazza, Milaan Toeschouwers: 17.932 Scheidsrechter: Andris Treimanis |

|                            |                                     |       |                |                                                                                                  |
| 23 november 2017 21:05 uur | AEK Athene                          | 2 – 2 | HNK Rijeka     | Olympisch Stadion Spyridon Louis, Athene Toeschouwers: 17.100 Scheidsrechter: Mattias Gestranius |
| 23 november 2017 21:05 uur | Araujo 45+3' Christodoulopoulos 56' |       | 9', 27' Gorgon | Olympisch Stadion Spyridon Louis, Athene Toeschouwers: 17.100 Scheidsrechter: Mattias Gestranius |

|                           |              |       |            |                                                                              |
| 7 december 2017 19:00 uur | Austria Wien | 0 – 0 | AEK Athene | Ernst Happelstadion, Wenen Toeschouwers: 23.133 Scheidsrechter: Craig Pawson |
| 7 december 2017 19:00 uur |              |       |            | Ernst Happelstadion, Wenen Toeschouwers: 23.133 Scheidsrechter: Craig Pawson |

|                           |                          |       |          |                                                                         |
| 7 december 2017 19:00 uur | HNK Rijeka               | 2 – 0 | AC Milan | Stadion Rujevica, Rijeka Toeschouwers: 8.021 Scheidsrechter: István Vad |
| 7 december 2017 19:00 uur | Puljić 8' Gavranović 48' |       |          | Stadion Rujevica, Rijeka Toeschouwers: 8.021 Scheidsrechter: István Vad |

#### Groep E
| Club             | Wed | Win | Gel | Ver | DV | DT | +/- | Pnt |
| ---------------- | --- | --- | --- | --- | -- | -- | --- | --- |
| Atalanta Bergamo | 6   | 4   | 2   | 0   | 14 | 4  | +10 | 14  |
| Olympique Lyon   | 6   | 3   | 2   | 1   | 11 | 4  | +7  | 11  |
| Everton          | 6   | 1   | 1   | 4   | 7  | 15 | -8  | 4   |
| Apollon Limasol  | 6   | 0   | 3   | 3   | 5  | 14 | -9  | 3   |

|                             |                                      |       |         | |
| 14 september 2017 19:00 uur | Atalanta Bergamo                     | 3 – 0 | Everton | MAPEI Stadium - Città del Tricolore, Reggio Emilia Toeschouwers: 14.490 Scheidsrechter: Vladislav Bezborodov |
| 14 september 2017 19:00 uur | Masiello 27' Gómez 41' Cristante 44' |       |         | MAPEI Stadium - Città del Tricolore, Reggio Emilia Toeschouwers: 14.490 Scheidsrechter: Vladislav Bezborodov |

|                             |                 |       |                  |                                                                               |
| 14 september 2017 19:00 uur | Apollon Limasol | 1 – 1 | Olympique Lyon   | New GSP Stadium, Nicosia Toeschouwers: 5.134 Scheidsrechter: Miroslav Zelinka |
| 14 september 2017 19:00 uur | Sardinero 90+3' |       | 53' (pen.) Depay | New GSP Stadium, Nicosia Toeschouwers: 5.134 Scheidsrechter: Miroslav Zelinka |

|                             |                |       |                  |                                                                                               |
| 28 september 2017 21:05 uur | Olympique Lyon | 1 – 1 | Atalanta Bergamo | Parc Olympique Lyonnais, Décines-Charpieu Toeschouwers: 27.715 Scheidsrechter: Daniel Siebert |
| 28 september 2017 21:05 uur | Traoré 45+1'   |       | 58' Gómez        | Parc Olympique Lyonnais, Décines-Charpieu Toeschouwers: 27.715 Scheidsrechter: Daniel Siebert |

|                             |                       |       |                                            |                                                                            |
| 28 september 2017 21:05 uur | Everton               | 2 – 2 | Apollon Limasol                            | Goodison Park, Liverpool Toeschouwers: 27.034 Scheidsrechter: Tamás Bognár |
| 28 september 2017 21:05 uur | Rooney 22' Vlašić 67' |       | 13' Sardinero 87' Roberge 89' Yuste Cantón | Goodison Park, Liverpool Toeschouwers: 27.034 Scheidsrechter: Tamás Bognár |

|                           |              |       |                            |                                                                           |
| 19 oktober 2017 21:05 uur | Everton      | 1 – 2 | Olympique Lyon             | Goodison Park, Liverpool Toeschouwers: 27.159 Scheidsrechter: Bas Nijhuis |
| 19 oktober 2017 21:05 uur | Williams 70' |       | 7' (pen.) Fekir 76' Traoré | Goodison Park, Liverpool Toeschouwers: 27.159 Scheidsrechter: Bas Nijhuis |

|                           |                                    |       |                 | |
| 19 oktober 2017 21:05 uur | Atalanta Bergamo                   | 3 – 1 | Apollon Limasol | MAPEI Stadium - Città del Tricolore, Reggio Emilia Toeschouwers: 13.803 Scheidsrechter: Georgi Kabakov |
| 19 oktober 2017 21:05 uur | Iličić 12' Petagna 65' Freuler 67' |       | 60' Schembri    | MAPEI Stadium - Città del Tricolore, Reggio Emilia Toeschouwers: 13.803 Scheidsrechter: Georgi Kabakov |

|                           |                                |       |                       |                                                                                               |
| 2 november 2017 19:00 uur | Olympique Lyon                 | 3 – 0 | Everton               | Parc Olympique Lyonnais, Décines-Charpieu Toeschouwers: 48.103 Scheidsrechter: Orel Grinfeeld |
| 2 november 2017 19:00 uur | Traoré 69' Aouar 77' Depay 89' |       | 58', 81' Schneiderlin | Parc Olympique Lyonnais, Décines-Charpieu Toeschouwers: 48.103 Scheidsrechter: Orel Grinfeeld |

|                           |                 |       |                   |                                                                               |
| 2 november 2017 19:00 uur | Apollon Limasol | 1 – 1 | Atalanta Bergamo  | New GSP Stadium, Nicosia Toeschouwers: 5.658 Scheidsrechter: Andris Treimanis |
| 2 november 2017 19:00 uur | Zelaya 90+5'    |       | 36' (pen.) Iličić | New GSP Stadium, Nicosia Toeschouwers: 5.658 Scheidsrechter: Andris Treimanis |

|                            |             |       |                                                    |                                                                            |
| 23 november 2017 21:05 uur | Everton     | 1 – 5 | Atalanta Bergamo                                   | Goodison Park, Liverpool Toeschouwers: 17.431 Scheidsrechter: Jakob Kehlet |
| 23 november 2017 21:05 uur | Ramírez 72' |       | 13', 65' Cristante 87' Gosens 89', 90+5' Cornelius | Goodison Park, Liverpool Toeschouwers: 17.431 Scheidsrechter: Jakob Kehlet |

|                            |                                                  |       |                 |                                                                                                 |
| 23 november 2017 21:05 uur | Olympique Lyon                                   | 4 – 0 | Apollon Limasol | Parc Olympique Lyonnais, Décines-Charpieu Toeschouwers: 26.972 Scheidsrechter: Paweł Raczkowski |
| 23 november 2017 21:05 uur | Diakhaby 30' Fekir 33' Mariano 68' Maolida 90+1' |       |                 | Parc Olympique Lyonnais, Décines-Charpieu Toeschouwers: 26.972 Scheidsrechter: Paweł Raczkowski |

|                           |                  |       |                | |
| 7 december 2017 19:00 uur | Atalanta Bergamo | 1 – 0 | Olympique Lyon | MAPEI Stadium - Città del Tricolore, Reggio Emilia Toeschouwers: 14.500 Scheidsrechter: Aleksej Jeskov |
| 7 december 2017 19:00 uur | Petagna 11'      |       |                | MAPEI Stadium - Città del Tricolore, Reggio Emilia Toeschouwers: 14.500 Scheidsrechter: Aleksej Jeskov |

|                           |                 |                             |         |                                                                                 |
| 7 december 2017 19:00 uur | Apollon Limasol | 0 – 3                       | Everton | New GSP Stadium, Nicosia Toeschouwers: nnb Scheidsrechter: Sébastien Delferière |
| 7 december 2017 19:00 uur |                 | 22', 28' Lookman 88' Vlašić |         | New GSP Stadium, Nicosia Toeschouwers: nnb Scheidsrechter: Sébastien Delferière |

#### Groep F
| Club             | Wed | Win | Gel | Ver | DV | DT | +/- | Pnt |
| ---------------- | --- | --- | --- | --- | -- | -- | --- | --- |
| Lokomotiv Moskou | 6   | 3   | 2   | 1   | 9  | 4  | +5  | 11  |
| FC Kopenhagen    | 6   | 2   | 3   | 1   | 7  | 3  | +4  | 9   |
| Sheriff Tiraspol | 6   | 2   | 3   | 1   | 4  | 4  | 0   | 9   |
| Fastav Zlín      | 6   | 0   | 2   | 4   | 1  | 10 | -9  | 2   |

|                             |             |       |                  |                                                                           |
| 14 september 2017 19:00 uur | Fastav Zlín | 0 – 0 | Sheriff Tiraspol | Andrův stadion, Olomouc Toeschouwers: 4.499 Scheidsrechter: Andrew Dallas |
| 14 september 2017 19:00 uur |             |       |                  | Andrův stadion, Olomouc Toeschouwers: 4.499 Scheidsrechter: Andrew Dallas |

|                             |               |       |                  |                                                                       |
| 14 september 2017 19:00 uur | FC Kopenhagen | 0 – 0 | Lokomotiv Moskou | Parken, Kopenhagen Toeschouwers: 17.285 Scheidsrechter: Hüseyin Göçek |
| 14 september 2017 19:00 uur |               |       |                  | Parken, Kopenhagen Toeschouwers: 17.285 Scheidsrechter: Hüseyin Göçek |

|                             |                              |       |             |                                                                               |
| 28 september 2017 21:05 uur | Lokomotiv Moskou             | 3 – 0 | Fastav Zlín | Lokomotivstadion, Moskou Toeschouwers: 10.065 Scheidsrechter: Simon Lee Evans |
| 28 september 2017 21:05 uur | Fernandes 3' (pen.), 7', 18' |       |             | Lokomotivstadion, Moskou Toeschouwers: 10.065 Scheidsrechter: Simon Lee Evans |

|                             |                  |       |               |                                                                             |
| 28 september 2017 21:05 uur | Sheriff Tiraspol | 0 – 0 | FC Kopenhagen | Sheriffstadion, Tiraspol Toeschouwers: 5.070 Scheidsrechter: Clayton Pisani |
| 28 september 2017 21:05 uur |                  |       |               | Sheriffstadion, Tiraspol Toeschouwers: 5.070 Scheidsrechter: Clayton Pisani |

|                           |                  |       |                     |                                                                          |
| 19 oktober 2017 21:05 uur | Sheriff Tiraspol | 1 – 1 | Lokomotiv Moskou    | Sheriffstadion, Tiraspol Toeschouwers: 10.500 Scheidsrechter: István Vad |
| 19 oktober 2017 21:05 uur | Badibanga 32'    |       | 18' An. Mirantsjoek | Sheriffstadion, Tiraspol Toeschouwers: 10.500 Scheidsrechter: István Vad |

|                           |             |       |               |                                                                            |
| 19 oktober 2017 21:05 uur | Fastav Zlín | 1 – 1 | FC Kopenhagen | Andrův stadion, Olomouc Toeschouwers: 6.245 Scheidsrechter: Oliver Drachta |
| 19 oktober 2017 21:05 uur | Diop 12'    |       | 20' Ankersen  | Andrův stadion, Olomouc Toeschouwers: 6.245 Scheidsrechter: Oliver Drachta |

|                           |                  |       |                            |                                                                                    |
| 2 november 2017 19:00 uur | Lokomotiv Moskou | 1 – 2 | Sheriff Tiraspol           | Lokomotivstadion, Moskou Toeschouwers: 10.118 Scheidsrechter: Sébastien Delferière |
| 2 november 2017 19:00 uur | Farfán 27'       |       | 42' Badibanga 59' Brezovec | Lokomotivstadion, Moskou Toeschouwers: 10.118 Scheidsrechter: Sébastien Delferière |

|                           |                               |       |             |                                                                          |
| 2 november 2017 19:00 uur | FC Kopenhagen                 | 3 – 0 | Fastav Zlín | Parken, Kopenhagen Toeschouwers: 16.189 Scheidsrechter: Nikola Dabanović |
| 2 november 2017 19:00 uur | Lüftner 41' Verbič 50', 90+3' |       |             | Parken, Kopenhagen Toeschouwers: 16.189 Scheidsrechter: Nikola Dabanović |

|                            |                  |       |               |                                                                              |
| 23 november 2017 19:00 uur | Lokomotiv Moskou | 2 – 1 | FC Kopenhagen | Lokomotivstadion, Moskou Toeschouwers: 10.696 Scheidsrechter: Xavier Estrada |
| 23 november 2017 19:00 uur | Farfán 18', 52'  |       | 32' Verbič    | Lokomotivstadion, Moskou Toeschouwers: 10.696 Scheidsrechter: Xavier Estrada |

|                            |                  |       |             |                                                                                |
| 23 november 2017 21:05 uur | Sheriff Tiraspol | 1 – 0 | Fastav Zlín | Sheriffstadion, Tiraspol Toeschouwers: 5.485 Scheidsrechter: Ola Hobber Nilsen |
| 23 november 2017 21:05 uur | Jairo 12'        |       |             | Sheriffstadion, Tiraspol Toeschouwers: 5.485 Scheidsrechter: Ola Hobber Nilsen |

|                           |                |       |                                |                                                                           |
| 7 december 2017 19:00 uur | Fastav Zlín    | 0 – 2 | Lokomotiv Moskou               | Andrův stadion, Olomouc Toeschouwers: 4.682 Scheidsrechter: Mete Kalkavan |
| 7 december 2017 19:00 uur | Gajić 53', 58' |       | 71' Al. Mirantsjoek 76' Farfán | Andrův stadion, Olomouc Toeschouwers: 4.682 Scheidsrechter: Mete Kalkavan |

|                           |                          |       |                  |                                                                          |
| 7 december 2017 19:00 uur | FC Kopenhagen            | 2 – 0 | Sheriff Tiraspol | Parken, Kopenhagen Toeschouwers: 14.246 Scheidsrechter: Serdar Gözübüyük |
| 7 december 2017 19:00 uur | Sotiriou 57' Lüftner 60' |       | 71' Jairo        | Parken, Kopenhagen Toeschouwers: 14.246 Scheidsrechter: Serdar Gözübüyük |

#### Groep G
| Club              | Wed | Win | Gel | Ver | DV | DT | +/- | Pnt |
| ----------------- | --- | --- | --- | --- | -- | -- | --- | --- |
| Viktoria Pilsen   | 6   | 4   | 0   | 2   | 13 | 8  | +5  | 12  |
| Steaua Boekarest  | 6   | 3   | 1   | 2   | 9  | 7  | +2  | 10  |
| FC Lugano         | 6   | 3   | 0   | 3   | 9  | 11 | -2  | 9   |
| Hapoel Beër Sjeva | 6   | 1   | 1   | 4   | 5  | 10 | -5  | 4   |

|                             |                                |       |                   |                                                                             |
| 14 september 2017 21:05 uur | Hapoel Beër Sjeva              | 2 – 1 | FC Lugano         | Turnerstadion, Beër Sjeva Toeschouwers: 14.752 Scheidsrechter: Tony Chapron |
| 14 september 2017 21:05 uur | Einbinder 2' Tzedek 60' (pen.) |       | 67' (e.d.) Tzedek | Turnerstadion, Beër Sjeva Toeschouwers: 14.752 Scheidsrechter: Tony Chapron |

|                             |                                    |       |                 |                                                                                  |
| 14 september 2017 21:05 uur | Steaua Boekarest                   | 3 – 0 | Viktoria Pilsen | Arena Națională, Boekarest Toeschouwers: 20.714 Scheidsrechter: Andris Treimanis |
| 14 september 2017 21:05 uur | Budescu 21' (pen.), 44' Alibec 72' |       |                 | Arena Națională, Boekarest Toeschouwers: 20.714 Scheidsrechter: Andris Treimanis |

|                             |                                  |       |                   |                                                                             |
| 28 september 2017 19:00 uur | Viktoria Pilsen                  | 3 – 1 | Hapoel Beër Sjeva | Stadion města Plzně, Pilsen Toeschouwers: 10.314 Scheidsrechter: István Vad |
| 28 september 2017 19:00 uur | Petržela 30' Kopic 77' Bakoš 90' |       | 70' Nwakaeme      | Stadion města Plzně, Pilsen Toeschouwers: 10.314 Scheidsrechter: István Vad |

|                             |             |       |                        |                                                                         |
| 28 september 2017 19:00 uur | FC Lugano   | 1 – 2 | Steaua Boekarest       | Swissporarena, Luzern Toeschouwers: 2.680 Scheidsrechter: Sergiej Bojko |
| 28 september 2017 19:00 uur | Bottani 15' |       | 59' Budescu 65' Morais | Swissporarena, Luzern Toeschouwers: 2.680 Scheidsrechter: Sergiej Bojko |

|                           |                                          |       |                          |                                                                           |
| 19 oktober 2017 19:00 uur | FC Lugano                                | 3 – 2 | Viktoria Pilsen          | Swissporarena, Luzern Toeschouwers: 2.530 Scheidsrechter: Srđan Jovanović |
| 19 oktober 2017 19:00 uur | Bottani 64' Carlinhos Jr. 70' Gerndt 89' |       | 77' Krmenčík 90+1' Bakoš | Swissporarena, Luzern Toeschouwers: 2.530 Scheidsrechter: Srđan Jovanović |

|                           |                   |       |                  |                                                                           |
| 19 oktober 2017 19:00 uur | Hapoel Beër Sjeva | 1 – 2 | Steaua Boekarest | Turnerstadion, Beër Sjeva Toeschouwers: 15.117 Scheidsrechter: Kevin Blom |
| 19 oktober 2017 19:00 uur | Cuenca 64'        |       | 71', 76' Gnohéré | Turnerstadion, Beër Sjeva Toeschouwers: 15.117 Scheidsrechter: Kevin Blom |

|                           |                                          |       |             |                                                                                 |
| 2 november 2017 21:05 uur | Viktoria Pilsen                          | 4 – 1 | FC Lugano   | Stadion města Plzně, Pilsen Toeschouwers: 9.483 Scheidsrechter: Jonathan Lardot |
| 2 november 2017 21:05 uur | Krmenčík 5', 20' Hořava 45+1' Čermák 57' |       | 16' Mariani | Stadion města Plzně, Pilsen Toeschouwers: 9.483 Scheidsrechter: Jonathan Lardot |

|                           |                  |       |                   |                                                                               |
| 2 november 2017 21:05 uur | Steaua Boekarest | 1 – 1 | Hapoel Beër Sjeva | Arena Națională, Boekarest Toeschouwers: 27.134 Scheidsrechter: Halis Özkahya |
| 2 november 2017 21:05 uur | Coman 32'        |       | 38' Sahar         | Arena Națională, Boekarest Toeschouwers: 27.134 Scheidsrechter: Halis Özkahya |

|                            |                      |       |                   |                                                                          |
| 23 november 2017 19:00 uur | FC Lugano            | 1 – 0 | Hapoel Beër Sjeva | Swissporarena, Luzern Toeschouwers: 3.011 Scheidsrechter: Harald Lechner |
| 23 november 2017 19:00 uur | Carlinhos Júnior 51' |       |                   | Swissporarena, Luzern Toeschouwers: 3.011 Scheidsrechter: Harald Lechner |

|                            |                        |       |                  |                                                                             |
| 23 november 2017 19:00 uur | Viktoria Pilsen        | 2 – 0 | Steaua Boekarest | Stadion města Plzně, Pilsen Toeschouwers: 10.197 Scheidsrechter: Ivan Bebek |
| 23 november 2017 19:00 uur | Petržela 50' Kopic 77' |       |                  | Stadion města Plzně, Pilsen Toeschouwers: 10.197 Scheidsrechter: Ivan Bebek |

|                           |                   |                      |                 |                                                                                |
| 7 december 2017 21:05 uur | Hapoel Beër Sjeva | 0 – 2                | Viktoria Pilsen | Turnerstadion, Beër Sjeva Toeschouwers: nnb Scheidsrechter: Aleksandar Stavrev |
| 7 december 2017 21:05 uur |                   | 30' Hejda 84' Hořava |                 | Turnerstadion, Beër Sjeva Toeschouwers: nnb Scheidsrechter: Aleksandar Stavrev |

|                           |                  |       |                       |                                                                               |
| 7 december 2017 21:05 uur | Steaua Boekarest | 1 – 2 | FC Lugano             | Arena Națională, Boekarest Toeschouwers: nnb Scheidsrechter: Nikola Dabanović |
| 7 december 2017 21:05 uur | Gnohéré 61'      |       | 4' Daprelà 33' Vécsei | Arena Națională, Boekarest Toeschouwers: nnb Scheidsrechter: Nikola Dabanović |

#### Groep H
| Club               | Wed | Win | Gel | Ver | DV | DT | +/- | Pnt |
| ------------------ | --- | --- | --- | --- | -- | -- | --- | --- |
| Arsenal            | 6   | 4   | 1   | 1   | 14 | 4  | +10 | 13  |
| Rode Ster Belgrado | 6   | 2   | 3   | 1   | 3  | 2  | +1  | 9   |
| FC Köln            | 6   | 2   | 0   | 4   | 7  | 8  | -1  | 6   |
| BATE Borisov       | 6   | 1   | 2   | 3   | 6  | 16 | -10 | 5   |

|                             |                    |       |                |                                                                                  |
| 14 september 2017 21:05 uur | Rode Ster Belgrado | 1 – 1 | BATE Borisov   | Rode Sterstadion, Belgrado Toeschouwers: 40.284 Scheidsrechter: Jevhen Aranovsky |
| 14 september 2017 21:05 uur | Radonjić 54'       |       | 72' Signevitsj | Rode Sterstadion, Belgrado Toeschouwers: 40.284 Scheidsrechter: Jevhen Aranovsky |

|                             |                                        |       |            |                                                                              |
| 14 september 2017 22:05 uur | Arsenal                                | 3 – 1 | FC Köln    | Emirates Stadium, Londen Toeschouwers: 59.359 Scheidsrechter: Xavier Estrada |
| 14 september 2017 22:05 uur | Kolašinac 49' Sánchez 67' Bellerín 82' |       | 9' Córdoba | Emirates Stadium, Londen Toeschouwers: 59.359 Scheidsrechter: Xavier Estrada |

|                             |         |            |                    |                                                                              |
| 28 september 2017 19:00 uur | FC Köln | 0 – 1      | Rode Ster Belgrado | RheinEnergieStadion, Keulen Toeschouwers: 45.300 Scheidsrechter: Bas Nijhuis |
| 28 september 2017 19:00 uur |         | 31' Boakye |                    | RheinEnergieStadion, Keulen Toeschouwers: 45.300 Scheidsrechter: Bas Nijhuis |

|                             |                           |       |                                                |                                                                              |
| 28 september 2017 19:00 uur | BATE Borisov              | 2 – 4 | Arsenal                                        | Borisov Arena, Borisov Toeschouwers: 13.100 Scheidsrechter: Daniel Stefański |
| 28 september 2017 19:00 uur | Ivanić 29' Gordeichuk 68' |       | 10', 24' Walcott 26' Holding 50' (pen.) Giroud | Borisov Arena, Borisov Toeschouwers: 13.100 Scheidsrechter: Daniel Stefański |

|                           |              |       |         |                                                                           |
| 19 oktober 2017 19:00 uur | BATE Borisov | 1 – 0 | FC Köln | Borisov Arena, Borisov Toeschouwers: 11.783 Scheidsrechter: Hüseyin Göçek |
| 19 oktober 2017 19:00 uur | Rios 56'     |       |         | Borisov Arena, Borisov Toeschouwers: 11.783 Scheidsrechter: Hüseyin Göçek |

|                           |                    |       |            |                                                                                |
| 19 oktober 2017 19:00 uur | Rode Ster Belgrado | 0 – 1 | Arsenal    | Rode Sterstadion, Belgrado Toeschouwers: 50.327 Scheidsrechter: Benoît Bastien |
| 19 oktober 2017 19:00 uur | Rodić 33', 81'     |       | 86' Giroud | Rode Sterstadion, Belgrado Toeschouwers: 50.327 Scheidsrechter: Benoît Bastien |

|                           |                                                    |       |                              |                                                                                     |
| 2 november 2017 21:05 uur | FC Köln                                            | 5 – 2 | BATE Borisov                 | RheinEnergieStadion, Keulen Toeschouwers: 45.200 Scheidsrechter: Aleksandar Stavrev |
| 2 november 2017 21:05 uur | Zoller 17' Osako 55', 83' Guirassy 64' Jojić 90+1' |       | 32' Milunović 34' Signevitsj | RheinEnergieStadion, Keulen Toeschouwers: 45.200 Scheidsrechter: Aleksandar Stavrev |

|                           |         |       |                    |                                                                          |
| 2 november 2017 21:05 uur | Arsenal | 0 – 0 | Rode Ster Belgrado | Emirates Stadium, Londen Toeschouwers: 58.285 Scheidsrechter: Luca Banti |
| 2 november 2017 21:05 uur |         |       |                    | Emirates Stadium, Londen Toeschouwers: 58.285 Scheidsrechter: Luca Banti |

|                            |              |       |                    |                                                                               |
| 23 november 2017 19:00 uur | BATE Borisov | 0 – 0 | Rode Ster Belgrado | Borisov Arena, Borisov Toeschouwers: 12.000 Scheidsrechter: Svein Oddvar Moen |
| 23 november 2017 19:00 uur |              |       |                    | Borisov Arena, Borisov Toeschouwers: 12.000 Scheidsrechter: Svein Oddvar Moen |

|                            |                     |       |         |                                                                                       |
| 23 november 2017 19:00 uur | FC Köln             | 1 – 0 | Arsenal | RheinEnergieStadion, Keulen Toeschouwers: 45.300 Scheidsrechter: Vladislav Bezborodov |
| 23 november 2017 19:00 uur | Guirassy 63' (pen.) |       |         | RheinEnergieStadion, Keulen Toeschouwers: 45.300 Scheidsrechter: Vladislav Bezborodov |

|                           |                    |       |         |                                                                               |
| 7 december 2017 21:05 uur | Rode Ster Belgrado | 1 – 0 | FC Köln | Rode Sterstadion, Belgrado Toeschouwers: 51.364 Scheidsrechter: Robert Madden |
| 7 december 2017 21:05 uur | Srnić 23'          |       |         | Rode Sterstadion, Belgrado Toeschouwers: 51.364 Scheidsrechter: Robert Madden |

|                           |                                                                                       |       |              |                                                                                    |
| 7 december 2017 21:05 uur | Arsenal                                                                               | 6 – 0 | BATE Borisov | Emirates Stadium, Londen Toeschouwers: 54.648 Scheidsrechter: Robert Schörgenhofer |
| 7 december 2017 21:05 uur | Debuchy 12' Walcott 38' Wilshere 44' Poljakov 53' (e.d.) Giroud 65' (pen.) Elneny 75' |       |              | Emirates Stadium, Londen Toeschouwers: 54.648 Scheidsrechter: Robert Schörgenhofer |

#### Groep I
| Club                | Wed | Win | Gel | Ver | DV | DT | +/- | Pnt |
| ------------------- | --- | --- | --- | --- | -- | -- | --- | --- |
| Red Bull Salzburg   | 6   | 3   | 3   | 0   | 7  | 1  | +6  | 12  |
| Olympique Marseille | 6   | 2   | 2   | 2   | 4  | 4  | 0   | 8   |
| Konyaspor           | 6   | 1   | 3   | 2   | 4  | 6  | -2  | 6   |
| Vitória             | 6   | 1   | 2   | 3   | 5  | 9  | -4  | 5   |

|                             |                     |       |           |                                                                                  |
| 14 september 2017 21:05 uur | Olympique Marseille | 1 – 0 | Konyaspor | Stade Vélodrome, Marseille Toeschouwers: 8.649 Scheidsrechter: Gediminas Mažeika |
| 14 september 2017 21:05 uur | Rami 48'            |       |           | Stade Vélodrome, Marseille Toeschouwers: 8.649 Scheidsrechter: Gediminas Mažeika |

|                             |              |       |                   |                                                                                           |
| 14 september 2017 21:05 uur | Vitória      | 1 – 1 | Red Bull Salzburg | Estádio D. Afonso Henriques, Guimarães Toeschouwers: 13.972 Scheidsrechter: Aliyar Ağayev |
| 14 september 2017 21:05 uur | Henrique 25' |       | 45' Berisha       | Estádio D. Afonso Henriques, Guimarães Toeschouwers: 13.972 Scheidsrechter: Aliyar Ağayev |

|                             |                   |       |                     |                                                                                 |
| 28 september 2017 19:00 uur | Red Bull Salzburg | 1 – 0 | Olympique Marseille | Red Bull Arena, Wals-Siezenheim Toeschouwers: 11.832 Scheidsrechter: Ivan Bebek |
| 28 september 2017 19:00 uur | Dabour 74'        |       |                     | Red Bull Arena, Wals-Siezenheim Toeschouwers: 11.832 Scheidsrechter: Ivan Bebek |

|                             |                        |       |             |                                                                                             |
| 28 september 2017 19:00 uur | Konyaspor              | 2 – 1 | Vitória     | Konya Büyükşehir Torku Arena, Konya Toeschouwers: 21.116 Scheidsrechter: Aleksandar Stavrev |
| 28 september 2017 19:00 uur | Araz 25' Milošević 49' |       | 75' Hurtado | Konya Büyükşehir Torku Arena, Konya Toeschouwers: 21.116 Scheidsrechter: Aleksandar Stavrev |

|                           |           |                           |                   |                                                                                       |
| 19 oktober 2017 19:00 uur | Konyaspor | 0 – 2                     | Red Bull Salzburg | Konya Büyükşehir Torku Arena, Konya Toeschouwers: 23.354 Scheidsrechter: Craig Pawson |
| 19 oktober 2017 19:00 uur |           | 6' Gumbrandsen 81' Dabour |                   | Konya Büyükşehir Torku Arena, Konya Toeschouwers: 23.354 Scheidsrechter: Craig Pawson |

|                           |                       |       |                    |                                                                                    |
| 19 oktober 2017 19:00 uur | Olympique Marseille   | 2 – 1 | Vitória            | Stade Vélodrome, Marseille Toeschouwers: 13.359 Scheidsrechter: Stefan Johannesson |
| 19 oktober 2017 19:00 uur | Ocampos 29' Lopez 77' |       | 18' Rafael Martins | Stade Vélodrome, Marseille Toeschouwers: 13.359 Scheidsrechter: Stefan Johannesson |

|                           |                   |       |           |                                                                                     |
| 2 november 2017 21:05 uur | Red Bull Salzburg | 0 – 0 | Konyaspor | Red Bull Arena, Wals-Siezenheim Toeschouwers: 8.773 Scheidsrechter: Paolo Mazzoleni |
| 2 november 2017 21:05 uur |                   |       |           | Red Bull Arena, Wals-Siezenheim Toeschouwers: 8.773 Scheidsrechter: Paolo Mazzoleni |

|                           |             |       |                     |                                                                                          |
| 2 november 2017 21:05 uur | Vitória     | 1 – 0 | Olympique Marseille | Estádio D. Afonso Henriques, Guimarães Toeschouwers: 14.181 Scheidsrechter: Tamás Bognár |
| 2 november 2017 21:05 uur | Hurtado 81' |       | 57', 88' Kamara     | Estádio D. Afonso Henriques, Guimarães Toeschouwers: 14.181 Scheidsrechter: Tamás Bognár |

|                            |                   |       |                             |                                                                                          |
| 23 november 2017 19:00 uur | Konyaspor         | 1 – 1 | Olympique Marseille         | Konya Büyükşehir Torku Arena, Konya Toeschouwers: 18.000 Scheidsrechter: Sergej Karasjov |
| 23 november 2017 19:00 uur | Skubic 83' (pen.) |       | 81' Amavi 90+4' (e.d.) Moke | Konya Büyükşehir Torku Arena, Konya Toeschouwers: 18.000 Scheidsrechter: Sergej Karasjov |

|                            |                                  |       |         |                                                                                   |
| 23 november 2017 19:00 uur | Red Bull Salzburg                | 3 – 0 | Vitória | Red Bull Arena, Wals-Siezenheim Toeschouwers: 6.474 Scheidsrechter: Andrew Dallas |
| 23 november 2017 19:00 uur | Dabour 27' Ulmer 45+2' Hwang 68' |       |         | Red Bull Arena, Wals-Siezenheim Toeschouwers: 6.474 Scheidsrechter: Andrew Dallas |

|                           |                     |       |                   |                                                                                   |
| 7 december 2017 21:05 uur | Olympique Marseille | 0 – 0 | Red Bull Salzburg | Stade Vélodrome, Marseille Toeschouwers: 23.865 Scheidsrechter: Aleksej Koelbakov |
| 7 december 2017 21:05 uur |                     |       |                   | Stade Vélodrome, Marseille Toeschouwers: 23.865 Scheidsrechter: Aleksej Koelbakov |

|                           |                  |       |              |                                                                                           |
| 7 december 2017 21:05 uur | Vitória          | 1 – 1 | Konyaspor    | Estádio D. Afonso Henriques, Guimarães Toeschouwers: 9.040 Scheidsrechter: Daniel Siebert |
| 7 december 2017 21:05 uur | Turan 78' (e.d.) |       | 16' Bourabia | Estádio D. Afonso Henriques, Guimarães Toeschouwers: 9.040 Scheidsrechter: Daniel Siebert |

#### Groep J
| Club            | Wed | Win | Gel | Ver | DV | DT | +/- | Pnt |
| --------------- | --- | --- | --- | --- | -- | -- | --- | --- |
| Athletic Bilbao | 6   | 3   | 2   | 1   | 8  | 5  | +3  | 11  |
| Östersunds FK   | 6   | 3   | 2   | 1   | 8  | 4  | +4  | 11  |
| Zorja Loehansk  | 6   | 2   | 0   | 4   | 3  | 9  | -6  | 6   |
| Hertha BSC      | 6   | 1   | 2   | 3   | 6  | 7  | -1  | 5   |

|                             |                |                        |               |                                                                       |
| 14 september 2017 21:05 uur | Zorja Loehansk | 0 – 2                  | Östersunds FK | Arena Lviv, Lviv Toeschouwers: 5.097 Scheidsrechter: Stephan Klossner |
| 14 september 2017 21:05 uur |                | 50' Ghoddos 90+4' Gero |               | Arena Lviv, Lviv Toeschouwers: 5.097 Scheidsrechter: Stephan Klossner |

|                             |            |       |                 |                                                                            |
| 14 september 2017 21:05 uur | Hertha BSC | 0 – 0 | Athletic Bilbao | Olympiastadion, Berlijn Toeschouwers: 28.832 Scheidsrechter: Ivan Kružliak |
| 14 september 2017 21:05 uur |            |       |                 | Olympiastadion, Berlijn Toeschouwers: 28.832 Scheidsrechter: Ivan Kružliak |

|                             |                 |              |                |                                                                      |
| 28 september 2017 19:00 uur | Athletic Bilbao | 0 – 1        | Zorja Loehansk | San Mamés, Bilbao Toeschouwers: 32.462 Scheidsrechter: Halis Özkahya |
| 28 september 2017 19:00 uur |                 | 27' Kharatin |                | San Mamés, Bilbao Toeschouwers: 32.462 Scheidsrechter: Halis Özkahya |

|                             |                  |       |            |                                                                           |
| 28 september 2017 19:00 uur | Östersunds FK    | 1 – 0 | Hertha BSC | Jämtkraft Arena, Östersund Toeschouwers: 8.009 Scheidsrechter: Luca Banti |
| 28 september 2017 19:00 uur | Nouri 24' (pen.) |       |            | Jämtkraft Arena, Östersund Toeschouwers: 8.009 Scheidsrechter: Luca Banti |

|                           |                      |       |                         |                                                                              |
| 19 oktober 2017 19:00 uur | Östersunds FK        | 2 – 2 | Athletic Bilbao         | Jämtkraft Arena, Östersund Toeschouwers: 7.870 Scheidsrechter: István Kovács |
| 19 oktober 2017 19:00 uur | Gero 53' Edwards 65' |       | 15' Aduriz 90' Williams | Jämtkraft Arena, Östersund Toeschouwers: 7.870 Scheidsrechter: István Kovács |

|                           |                      |       |            |                                                                  |
| 19 oktober 2017 19:00 uur | Zorja Loehansk       | 2 – 1 | Hertha BSC | Arena Lviv, Lviv Toeschouwers: 9.521 Scheidsrechter: Liran Liany |
| 19 oktober 2017 19:00 uur | Silas 43' Svatok 80' |       | 57' Selke  | Arena Lviv, Lviv Toeschouwers: 9.521 Scheidsrechter: Liran Liany |

|                           |                           |       |               |                                                                  |
| 2 november 2017 21:05 uur | Athletic Bilbao           | 1 – 0 | Östersunds FK | San Mamés, Bilbao Toeschouwers: 32.354 Scheidsrechter: Paweł Gil |
| 2 november 2017 21:05 uur | Aduriz 71' Núñez 68', 90' |       |               | San Mamés, Bilbao Toeschouwers: 32.354 Scheidsrechter: Paweł Gil |

|                           |                |       |                |                                                                          |
| 2 november 2017 21:05 uur | Hertha BSC     | 2 – 0 | Zorja Loehansk | Olympiastadion, Berlijn Toeschouwers: 20.358 Scheidsrechter: John Beaton |
| 2 november 2017 21:05 uur | Selke 17', 74' |       |                | Olympiastadion, Berlijn Toeschouwers: 20.358 Scheidsrechter: John Beaton |

|                            |                                    |       |                |                                                                           |
| 23 november 2017 19:00 uur | Östersunds FK                      | 2 – 0 | Zorja Loehansk | Jämtkraft Arena, Östersund Toeschouwers: 7.754 Scheidsrechter: Kevin Blom |
| 23 november 2017 19:00 uur | Hrechyshkin 41' (e.d.) Ghoddos 79' |       |                | Jämtkraft Arena, Östersund Toeschouwers: 7.754 Scheidsrechter: Kevin Blom |

|                            |                                            |       |                      |                                                                          |
| 23 november 2017 19:00 uur | Athletic Bilbao                            | 3 – 2 | Hertha BSC           | San Mamés, Bilbao Toeschouwers: 38.928 Scheidsrechter: Paolo Tagliavento |
| 23 november 2017 19:00 uur | Aduriz 36' (pen.), 67' (pen.) Williams 83' |       | 27' Leckie 37' Selke | San Mamés, Bilbao Toeschouwers: 38.928 Scheidsrechter: Paolo Tagliavento |

|                           |                |                       |                 |                                                                 |
| 7 december 2017 21:05 uur | Zorja Loehansk | 0 – 2                 | Athletic Bilbao | Arena Lviv, Lviv Toeschouwers: nnb Scheidsrechter: Ruddy Buquet |
| 7 december 2017 21:05 uur |                | 71' Aduriz 87' García |                 | Arena Lviv, Lviv Toeschouwers: nnb Scheidsrechter: Ruddy Buquet |

|                           |             |       |                      |                                                                         |
| 7 december 2017 21:05 uur | Hertha BSC  | 1 – 1 | Östersunds FK        | Olympiastadion, Berlijn Toeschouwers: nnb Scheidsrechter: Tiago Martins |
| 7 december 2017 21:05 uur | Pekarík 62' |       | 59' Papagiannopoulos | Olympiastadion, Berlijn Toeschouwers: nnb Scheidsrechter: Tiago Martins |

#### Groep K
| Club          | Wed | Win | Gel | Ver | DV | DT | +/- | Pnt |
| ------------- | --- | --- | --- | --- | -- | -- | --- | --- |
| Lazio         | 6   | 4   | 1   | 1   | 12 | 7  | +5  | 13  |
| OGC Nice      | 6   | 3   | 0   | 3   | 12 | 7  | +5  | 9   |
| Zulte Waregem | 6   | 2   | 1   | 3   | 8  | 13 | -5  | 7   |
| Vitesse       | 6   | 1   | 2   | 3   | 5  | 10 | -5  | 5   |

|                             |                |       |                                                         |                                                                             |
| 14 september 2017 21:05 uur | Zulte Waregem  | 1 – 5 | OGC Nice                                                | Regenboogstadion, Waregem Toeschouwers: 9.072 Scheidsrechter: Ali Palabıyık |
| 14 september 2017 21:05 uur | Leya Iseka 46' |       | 16', 20' Pléa 28' Dante 69' Saint-Maximin 74' Balotelli | Regenboogstadion, Waregem Toeschouwers: 9.072 Scheidsrechter: Ali Palabıyık |

|                             |                        |       |                                    |                                                                    |
| 14 september 2017 21:05 uur | Vitesse                | 2 – 3 | Lazio                              | GelreDome, Arnhem Toeschouwers: 19.867 Scheidsrechter: Liran Liany |
| 14 september 2017 21:05 uur | Matavž 33' Linssen 57' |       | 51' Parolo 67' Immobile 75' Murgia | GelreDome, Arnhem Toeschouwers: 19.867 Scheidsrechter: Liran Liany |

|                             |                            |       |               |                                                                        |
| 28 september 2017 19:00 uur | Lazio                      | 2 – 0 | Zulte Waregem | Stadio Olimpico, Rome Toeschouwers: 300 Scheidsrechter: Harald Lechner |
| 28 september 2017 19:00 uur | Caicedo 19' Immobile 90+1' |       |               | Stadio Olimpico, Rome Toeschouwers: 300 Scheidsrechter: Harald Lechner |

|                             |                                   |       |         |                                                                           |
| 28 september 2017 19:00 uur | OGC Nice                          | 3 – 0 | Vitesse | Allianz Riviera, Nice Toeschouwers: 15.006 Scheidsrechter: Aleksej Jeskov |
| 28 september 2017 19:00 uur | Pléa 17', 83' Saint-Maximin 45+1' |       |         | Allianz Riviera, Nice Toeschouwers: 15.006 Scheidsrechter: Aleksej Jeskov |

|                           |              |       |                                      |                                                                          |
| 19 oktober 2017 19:00 uur | OGC Nice     | 1 – 3 | Lazio                                | Allianz Riviera, Nice Toeschouwers: 21.386 Scheidsrechter: Craig Thomson |
| 19 oktober 2017 19:00 uur | Balotelli 5' |       | 6' Caicedo 66', 90' Milinković-Savić | Allianz Riviera, Nice Toeschouwers: 21.386 Scheidsrechter: Craig Thomson |

|                           |                   |       |           |                                                                          |
| 19 oktober 2017 19:00 uur | Zulte Waregem     | 1 – 1 | Vitesse   | Regenboogstadion, Waregem Toeschouwers: 9.488 Scheidsrechter: Ivan Bebek |
| 19 oktober 2017 19:00 uur | Kasjia 24' (e.d.) |       | 28' Bruns | Regenboogstadion, Waregem Toeschouwers: 9.488 Scheidsrechter: Ivan Bebek |

|                           |                          |       |          |                                                                              |
| 2 november 2017 21:05 uur | Lazio                    | 1 – 0 | OGC Nice | Stadio Olimpico, Rome Toeschouwers: 21.327 Scheidsrechter: Jesús Gil Manzano |
| 2 november 2017 21:05 uur | Le Marchand 90+3' (e.d.) |       |          | Stadio Olimpico, Rome Toeschouwers: 21.327 Scheidsrechter: Jesús Gil Manzano |

|                           |                  |       |                                  |                                                                         |
| 2 november 2017 21:05 uur | Vitesse          | 0 – 2 | Zulte Waregem                    | GelreDome, Arnhem Toeschouwers: 17.906 Scheidsrechter: Jevhen Aranovsky |
| 2 november 2017 21:05 uur | Büttner 35', 53' |       | 4' Baudry 17', 23' Madu 71' Kaya | GelreDome, Arnhem Toeschouwers: 17.906 Scheidsrechter: Jevhen Aranovsky |

|                            |                                     |       |                |                                                                       |
| 23 november 2017 19:00 uur | OGC Nice                            | 3 – 1 | Zulte Waregem  | Allianz Riviera, Nice Toeschouwers: 20.274 Scheidsrechter: Luca Banti |
| 23 november 2017 19:00 uur | Balotelli 6' (pen.), 32' Tameze 87' |       | 81' Hamalainen | Allianz Riviera, Nice Toeschouwers: 20.274 Scheidsrechter: Luca Banti |

|                            |                  |       |             |                                                                         |
| 23 november 2017 19:00 uur | Lazio            | 1 – 1 | Vitesse     | Stadio Olimpico, Rome Toeschouwers: 8.226 Scheidsrechter: Ali Palabıyık |
| 23 november 2017 19:00 uur | Luis Alberto 43' |       | 14' Linssen | Stadio Olimpico, Rome Toeschouwers: 8.226 Scheidsrechter: Ali Palabıyık |

|                           |                                      |       |                             |                                                                                        |
| 7 december 2017 21:05 uur | Zulte Waregem                        | 3 – 2 | Lazio                       | Regenboogstadion, Waregem Toeschouwers: nnb Scheidsrechter: Charalambos Kalogeropoulos |
| 7 december 2017 21:05 uur | De Pauw 7' Heylen 61' Leya Iseka 84' |       | 68' Caicedo 77' Lucas Leiva | Regenboogstadion, Waregem Toeschouwers: nnb Scheidsrechter: Charalambos Kalogeropoulos |

|                           |                |       |          |                                                                       |
| 7 december 2017 21:05 uur | Vitesse        | 1 – 0 | OGC Nice | GelreDome, Arnhem Toeschouwers: 17.564 Scheidsrechter: Sandro Schärer |
| 7 december 2017 21:05 uur | Castaignos 85' |       |          | GelreDome, Arnhem Toeschouwers: 17.564 Scheidsrechter: Sandro Schärer |

#### Groep L
| Club                  | Wed | Win | Gel | Ver | DV | DT | +/- | Pnt |
| --------------------- | --- | --- | --- | --- | -- | -- | --- | --- |
| Zenit Sint-Petersburg | 6   | 5   | 1   | 0   | 17 | 5  | +12 | 16  |
| Real Sociedad         | 6   | 4   | 0   | 2   | 16 | 6  | +10 | 12  |
| Rosenborg BK          | 6   | 1   | 2   | 3   | 6  | 11 | -5  | 5   |
| Vardar Skopje         | 6   | 0   | 1   | 5   | 3  | 20 | -17 | 1   |

|                             |               |                                                     |                       |                                                                           |
| 14 september 2017 21:05 uur | Vardar Skopje | 0 – 5                                               | Zenit Sint-Petersburg | Philip II Arena, Skopje Toeschouwers: 11.118 Scheidsrechter: Jakob Kehlet |
| 14 september 2017 21:05 uur |               | 6', 21' Kokorin 39' Dzjoeba 66' Ivanović 89' Rigoni |                       | Philip II Arena, Skopje Toeschouwers: 11.118 Scheidsrechter: Jakob Kehlet |

|                             |                                                   |       |              |                                                                                    |
| 14 september 2017 21:05 uur | Real Sociedad                                     | 4 – 0 | Rosenborg BK | Estadio Anoeta, San Sebastian Toeschouwers: 21.479 Scheidsrechter: Paolo Mazzoleni |
| 14 september 2017 21:05 uur | Llorente 9', 77' Zurutuza 10' Skjelvik 41' (e.d.) |       |              | Estadio Anoeta, San Sebastian Toeschouwers: 21.479 Scheidsrechter: Paolo Mazzoleni |

|                             |                                                 |       |                   |                                                                                 |
| 28 september 2017 19:00 uur | Rosenborg BK                                    | 3 – 1 | Vardar Skopje     | Lerkendalstadion, Trondheim Toeschouwers: 16.038 Scheidsrechter: Georgi Kabakov |
| 28 september 2017 19:00 uur | Bendtner 26' (pen.) Konradsen 57' Hedenstad 69' |       | 90+2' Juan Felipe | Lerkendalstadion, Trondheim Toeschouwers: 16.038 Scheidsrechter: Georgi Kabakov |

|                             |                            |       |               |                                                                                          |
| 28 september 2017 19:00 uur | Zenit Sint-Petersburg      | 3 – 1 | Real Sociedad | Nieuwe Zenitstadion, Sint-Petersburg Toeschouwers: 50.487 Scheidsrechter: Andre Marriner |
| 28 september 2017 19:00 uur | Rigoni 6' Kokorin 25', 61' |       | 42' Llorente  | Nieuwe Zenitstadion, Sint-Petersburg Toeschouwers: 50.487 Scheidsrechter: Andre Marriner |

|                           |                       |       |              |                                                                                          |
| 19 oktober 2017 19:00 uur | Zenit Sint-Petersburg | 3 – 1 | Rosenborg BK | Nieuwe Zenitstadion, Sint-Petersburg Toeschouwers: 46.211 Scheidsrechter: Tobias Stieler |
| 19 oktober 2017 19:00 uur | Rigoni 2', 69', 76'   |       | 89' Helland  | Nieuwe Zenitstadion, Sint-Petersburg Toeschouwers: 46.211 Scheidsrechter: Tobias Stieler |

|                           |               |                                                                 |               |                                                                            |
| 19 oktober 2017 19:00 uur | Vardar Skopje | 0 – 6                                                           | Real Sociedad | Philip II Arena, Skopje Toeschouwers: 20.368 Scheidsrechter: Aliyar Ağayev |
| 19 oktober 2017 19:00 uur |               | 13' Oyarzabal 35', 43', 56', 60' Willian José 90+1' De la Bella |               | Philip II Arena, Skopje Toeschouwers: 20.368 Scheidsrechter: Aliyar Ağayev |

|                           |                     |       |                       |                                                                                   |
| 2 november 2017 21:05 uur | Rosenborg BK        | 1 – 1 | Zenit Sint-Petersburg | Lerkendalstadion, Trondheim Toeschouwers: 18.597 Scheidsrechter: Serdar Gözübüyük |
| 2 november 2017 21:05 uur | Bendtner 56' (pen.) |       | 90+4' Kokorin         | Lerkendalstadion, Trondheim Toeschouwers: 18.597 Scheidsrechter: Serdar Gözübüyük |

|                           |                                         |       |               |                                                                                         |
| 2 november 2017 21:05 uur | Real Sociedad                           | 3 – 0 | Vardar Skopje | Estadio Anoeta, San Sebastian Toeschouwers: 17.242 Scheidsrechter: Robert Schörgenhofer |
| 2 november 2017 21:05 uur | Juanmi 32' De la Bella 70' Bautista 82' |       |               | Estadio Anoeta, San Sebastian Toeschouwers: 17.242 Scheidsrechter: Robert Schörgenhofer |

|                            |                       |       |                 |                                                                                          |
| 23 november 2017 19:00 uur | Zenit Sint-Petersburg | 2 – 1 | Vardar Skopje   | Nieuwe Zenitstadion, Sint-Petersburg Toeschouwers: 38.196 Scheidsrechter: Bart Vertenten |
| 23 november 2017 19:00 uur | Poloz 17' Rigoni 44'  |       | 90+4' Blaževski | Nieuwe Zenitstadion, Sint-Petersburg Toeschouwers: 38.196 Scheidsrechter: Bart Vertenten |

|                            |              |                 |               |                                                                                   |
| 23 november 2017 19:00 uur | Rosenborg BK | 0 – 1           | Real Sociedad | Lerkendalstadion, Trondheim Toeschouwers: 18.307 Scheidsrechter: Daniel Stefański |
| 23 november 2017 19:00 uur |              | 90+1' Oyarzabal |               | Lerkendalstadion, Trondheim Toeschouwers: 18.307 Scheidsrechter: Daniel Stefański |

|                           |               |       |                       |                                                                         |
| 7 december 2017 21:05 uur | Vardar Skopje | 1 – 1 | Rosenborg BK          | Philip II Arena, Skopje Toeschouwers: nnb Scheidsrechter: Sergiej Bojko |
| 7 december 2017 21:05 uur | Ytalo 10'     |       | 45+3' (pen.) Bendtner | Philip II Arena, Skopje Toeschouwers: nnb Scheidsrechter: Sergiej Bojko |

|                           |                  |       |                                      |                                                                             |
| 7 december 2017 21:05 uur | Real Sociedad    | 1 – 3 | Zenit Sint-Petersburg                | Estadio Anoeta, San Sebastian Toeschouwers: nnb Scheidsrechter: Liran Liany |
| 7 december 2017 21:05 uur | Willian José 59' |       | 36' Erokhin 65' Ivanović 86' Paredes | Estadio Anoeta, San Sebastian Toeschouwers: nnb Scheidsrechter: Liran Liany |

### Knock-outfase
- Er gingen 32 teams door naar de Knock-outfase: de twaalf groepswinnaars en de twaalf tweede plaatsten voor ieder van de twaalf poules uit de Europa League poulefase, aangevuld met alle 8 de nummers 3 van de poulefase van de Champions League.
- Tijdens de loting voor de laatste 32 hadden de twaalf groepswinnaars en de vier sterkste nummers drie uit de eerste ronde van de Champions League een geplaatste status, de twaalf nummers twee en de vier slechtste nummers drie van de eerste ronde in de Champions League hadden een ongeplaatste status. De geplaatste teams werden geloot tegen de ongeplaatste teams. Ploegen die in dezelfde groep zaten en ploegen uit dezelfde landen konden in deze ronde niet tegen elkaar worden geloot.
- Vanaf de achtste finales was er geen geplaatste en ongeplaatste status meer en kon iedereen elkaar loten.

#### Laatste 32
De loting vond plaats op 11 december 2017.
De heenwedstrijden werden gespeeld op 13 en 15 februari 2018, de terugwedstrijden op 21 en 22 februari 2018.
| Club                                      | Wed | Win | Gel | Ver | DV | DT | +/- | Pnt |
| ----------------------------------------- | --- | --- | --- | --- | -- | -- | --- | --- |
| CSKA Moskou                               | 6   | 3   | 0   | 3   | 8  | 10 | -2  | 9   |
| Atlético Madrid                           | 6   | 1   | 4   | 1   | 5  | 4  | +1  | 7   |
| RB Leipzig                                | 6   | 2   | 1   | 3   | 10 | 11 | -1  | 7   |
| Sporting Lissabon                         | 6   | 2   | 1   | 3   | 8  | 9  | -1  | 7   |
| Napoli                                    | 6   | 2   | 0   | 4   | 11 | 11 | 0   | 6   |
| Spartak Moskou                            | 6   | 1   | 3   | 2   | 9  | 13 | -4  | 6   |
| Celtic                                    | 6   | 1   | 0   | 5   | 5  | 17 | -13 | 3   |
| Borussia Dortmund                         | 6   | 0   | 2   | 4   | 7  | 13 | -6  | 2   |
| \| Legenda \| \| Geplaatst Ongeplaatst \| |     |     |     |     |    |    |     |     |
| Legenda                                   |     |     |     |     |    |    |     |     |
| Geplaatst Ongeplaatst                     |     |     |     |     |    |    |     |     |

| Legenda               |
| Geplaatst Ongeplaatst |

| Team 1              | Tot.      | Team 2                | 1e wedstr. | 2e wedstr. |
| ------------------- | --------- | --------------------- | ---------- | ---------- |
| Borussia Dortmund   | 4 – 3     | Atalanta Bergamo      | 3 – 2      | 1 – 1      |
| OGC Nice            | 2 – 4     | Lokomotiv Moskou      | 2 – 3      | 0 – 1      |
| FC Kopenhagen       | 1 – 5     | Atlético Madrid       | 1 – 4      | 0 – 1      |
| Spartak Moskou      | 3 – 4     | Athletic Bilbao       | 1 – 3      | 2 – 1      |
| AEK Athene          | 1 – 1 (u) | Dynamo Kiev           | 1 – 1      | 0 – 0      |
| Celtic              | 1 – 3     | Zenit Sint Petersburg | 1 – 0      | 0 – 3      |
| Napoli              | 3 – 3 (u) | RB Leipzig            | 1 – 3      | 2 – 0      |
| Rode Ster Belgrado  | 0 – 1     | CSKA Moskou           | 0 – 0      | 0 – 1      |
| Olympique Lyon      | 4 – 1     | Villarreal            | 3 – 1      | 1 – 0      |
| Real Sociedad       | 3 – 4     | Red Bull Salzburg     | 2 – 2      | 1 – 2      |
| FK Partizan         | 1 – 3     | Viktoria Pilsen       | 1 – 1      | 0 – 2      |
| Steaua Boekarest    | 2 – 5     | Lazio                 | 1 – 0      | 1 – 5      |
| PFK Ludogorets      | 0 – 4     | AC Milan              | 0 – 3      | 0 – 1      |
| Astana FK           | 4 – 6     | Sporting Lissabon     | 1 – 3      | 3 – 3      |
| Östersunds FK       | 2 – 4     | Arsenal               | 0 – 3      | 2 – 1      |
| Olympique Marseille | 3 – 1     | SC Braga              | 3 – 0      | 0 – 1      |

##### Heenwedstrijden
|                            |                    |       |             |                                                                                  |
| 13 februari 2018 18:00 uur | Rode Ster Belgrado | 0 – 0 | CSKA Moskou | Rode Sterstadion, Belgrado Toeschouwers: 35.642 Scheidsrechter: Paweł Raczkowski |
| 13 februari 2018 18:00 uur |                    |       |             | Rode Sterstadion, Belgrado Toeschouwers: 35.642 Scheidsrechter: Paweł Raczkowski |

|                            |            |       |                                              |                                                                        |
| 15 februari 2018 17:00 uur | Astana FK  | 1 – 3 | Sporting Lissabon                            | Astana Arena, Astana Toeschouwers: 29.737 Scheidsrechter: Ruddy Buquet |
| 15 februari 2018 17:00 uur | Tomasov 7' |       | 48' (pen.) Fernandes 50' Martins 56' Doumbia | Astana Arena, Astana Toeschouwers: 29.737 Scheidsrechter: Ruddy Buquet |

|                            |                             |       |          |                                                                                  |
| 15 februari 2018 19:00 uur | Olympique Marseille         | 3 – 0 | SC Braga | Stade Vélodrome, Marseille Toeschouwers: 21.731 Scheidsrechter: Serdar Gözübüyük |
| 15 februari 2018 19:00 uur | Germain 5', 70' Thauvin 75' |       |          | Stade Vélodrome, Marseille Toeschouwers: 21.731 Scheidsrechter: Serdar Gözübüyük |

|                            |               |                                                        |         |                                                                                |
| 15 februari 2018 19:00 uur | Östersunds FK | 0 – 3                                                  | Arsenal | Jämtkraft Arena, Östersund Toeschouwers: 7.665 Scheidsrechter: David Fernández |
| 15 februari 2018 19:00 uur |               | 14' Nacho Monreal 25' (e.d.) Papagiannopoulos 59' Özil |         | Jämtkraft Arena, Östersund Toeschouwers: 7.665 Scheidsrechter: David Fernández |

|                            |                |                                                 |          |                                                                              |
| 15 februari 2018 19:00 uur | PFK Ludogorets | 0 – 3                                           | AC Milan | Loedogorets Arena, Razgrad Toeschouwers: 7.887 Scheidsrechter: Milorad Mažić |
| 15 februari 2018 19:00 uur |                | 45+1' Cutrone 64' (pen.) Rodríguez 90+3' Borini |          | Loedogorets Arena, Razgrad Toeschouwers: 7.887 Scheidsrechter: Milorad Mažić |

|                            |                           |       |                                     |                                                                                  |
| 15 februari 2018 19:00 uur | Real Sociedad             | 2 – 2 | Red Bull Salzburg                   | Estadio Anoeta, San Sebastian Toeschouwers: 19.790 Scheidsrechter: Robert Madden |
| 15 februari 2018 19:00 uur | Odriozola 58' Januzaj 81' |       | 28' (e.d.) Oyarzabal 90+5' Minamino | Estadio Anoeta, San Sebastian Toeschouwers: 19.790 Scheidsrechter: Robert Madden |

|                            |                  |       |                                  |                                                                              |
| 15 februari 2018 19:00 uur | Spartak Moskou   | 1 – 3 | Athletic Bilbao                  | Otkrytieje Arena, Moskou Toeschouwers: 43.145 Scheidsrechter: Benoît Bastien |
| 15 februari 2018 19:00 uur | Luiz Adriano 61' |       | 23', 40' Aduriz 45+2' Mikel Rico | Otkrytieje Arena, Moskou Toeschouwers: 43.145 Scheidsrechter: Benoît Bastien |

|                            |                                   |       |                                  |                                                                          |
| 15 februari 2018 19:00 uur | OGC Nice                          | 2 – 3 | Lokomotiv Moskou                 | Allianz Riviera, Nice Toeschouwers: 16.918 Scheidsrechter: István Kovács |
| 15 februari 2018 19:00 uur | Balotelli 5', 29' (pen.) Coly 68' |       | 45+1' (pen.), 70', 78' Fernandes | Allianz Riviera, Nice Toeschouwers: 16.918 Scheidsrechter: István Kovács |

|                            |                                   |       |                  |                                                                                   |
| 15 februari 2018 19:00 uur | Borussia Dortmund                 | 3 – 2 | Atalanta Bergamo | Signal Iduna Park, Dortmund Toeschouwers: 62.500 Scheidsrechter: Daniel Stefański |
| 15 februari 2018 19:00 uur | Schürrle 31' Batshuayi 66', 90+2' |       | 52', 57' Iličić  | Signal Iduna Park, Dortmund Toeschouwers: 62.500 Scheidsrechter: Daniel Stefański |

|                            |                  |       |       |                                                                               |
| 15 februari 2018 21:05 uur | Steaua Boekarest | 1 – 0 | Lazio | Arena Națională, Boekarest Toeschouwers: 33.455 Scheidsrechter: Deniz Aytekin |
| 15 februari 2018 21:05 uur | Gnohéré 30'      |       |       | Arena Națională, Boekarest Toeschouwers: 33.455 Scheidsrechter: Deniz Aytekin |

|                            |                               |       |                 |                                                                                        |
| 15 februari 2018 21:05 uur | FK Partizan                   | 1 – 1 | Viktoria Pilsen | Partizanstadion, Belgrado Toeschouwers: 17.165 Scheidsrechter: Anastasios Sidiropoulos |
| 15 februari 2018 21:05 uur | Tawamba 59' Mitrović 54', 86' |       | 82' Řezník      | Partizanstadion, Belgrado Toeschouwers: 17.165 Scheidsrechter: Anastasios Sidiropoulos |

|                            |                                  |       |             |                                                                                  |
| 15 februari 2018 21:05 uur | Olympique Lyon                   | 3 – 1 | Villarreal  | Parc Olympique Lyonnais, Lyon Toeschouwers: 46.846 Scheidsrechter: Viktor Kassai |
| 15 februari 2018 21:05 uur | Ndombele 47' Fekir 50' Depay 83' |       | 64' Fornals | Parc Olympique Lyonnais, Lyon Toeschouwers: 46.846 Scheidsrechter: Viktor Kassai |

|                            |           |       |                             |                                                                                 |
| 15 februari 2018 21:05 uur | Napoli    | 1 – 3 | RB Leipzig                  | Stadio San Paolo, Napels Toeschouwers: 14.554 Scheidsrechter: Artur Soares Dias |
| 15 februari 2018 21:05 uur | Ounas 53' |       | 62', 90+4' Werner 74' Bruma | Stadio San Paolo, Napels Toeschouwers: 14.554 Scheidsrechter: Artur Soares Dias |

|                            |              |       |                       |                                                                         |
| 15 februari 2018 21:05 uur | Celtic       | 1 – 0 | Zenit Sint-Petersburg | Celtic Park, Glasgow Toeschouwers: 56.743 Scheidsrechter: Damir Skomina |
| 15 februari 2018 21:05 uur | McGregor 79' |       |                       | Celtic Park, Glasgow Toeschouwers: 56.743 Scheidsrechter: Damir Skomina |

|                            |               |       |               | |
| 15 februari 2018 21:05 uur | AEK Athene    | 1 – 1 | Dynamo Kiev   | Olympisch Stadion Spyridon Louis, Athene Toeschouwers: 30.518 Scheidsrechter: Carlos del Cerro Grande |
| 15 februari 2018 21:05 uur | Ajdarević 81' |       | 20' Tsihankov | Olympisch Stadion Spyridon Louis, Athene Toeschouwers: 30.518 Scheidsrechter: Carlos del Cerro Grande |

|                            |               |       |                                               |                                                                           |
| 15 februari 2018 21:05 uur | FC Kopenhagen | 1 – 4 | Atlético Madrid                               | Parken, Kopenhagen Toeschouwers: 34.912 Scheidsrechter: Aleksej Koelbakov |
| 15 februari 2018 21:05 uur | Fischer 16'   |       | 22' Saúl 38' Gameiro 72' Griezmann 78' Vitolo | Parken, Kopenhagen Toeschouwers: 34.912 Scheidsrechter: Aleksej Koelbakov |

##### Terugwedstrijden
|                            |                |       |                    |                                                                    |
| 21 februari 2018 18:00 uur | CSKA Moskou    | 1 – 0 | Rode Ster Belgrado | VEB Arena, Moskou Toeschouwers: 18.753 Scheidsrechter: Jorge Sousa |
| 21 februari 2018 18:00 uur | Dzagojev 45+2' |       |                    | VEB Arena, Moskou Toeschouwers: 18.753 Scheidsrechter: Jorge Sousa |

|                            |                  |       |          |                                                                              |
| 22 februari 2018 17:00 uur | Lokomotiv Moskou | 1 – 0 | OGC Nice | Lokomotivstadion, Moskou Toeschouwers: 18.104 Scheidsrechter: Pavel Královec |
| 22 februari 2018 17:00 uur | Denisov 31'      |       |          | Lokomotivstadion, Moskou Toeschouwers: 18.104 Scheidsrechter: Pavel Královec |

|                            |                            |       |                                      |                                                                                   |
| 22 februari 2018 19:00 uur | Sporting Lissabon          | 3 – 3 | Astana FK                            | Estádio José Alvalade, Lissabon Toeschouwers: 30.456 Scheidsrechter: Tamás Bognár |
| 22 februari 2018 19:00 uur | Dost 4' Fernandes 54', 64' |       | 38' Tomasov 81' Twumasi 90+5' Shomko | Estádio José Alvalade, Lissabon Toeschouwers: 30.456 Scheidsrechter: Tamás Bognár |

|                            |                                               |       |                  |                                                                          |
| 22 februari 2018 19:00 uur | Lazio                                         | 5 – 1 | Steaua Boekarest | Stadio Olimpico, Rome Toeschouwers: 27.597 Scheidsrechter: Slavko Vinčić |
| 22 februari 2018 19:00 uur | Immobile 8', 44', 72' Bastos 36' Anderson 52' |       | 83' Gnohéré      | Stadio Olimpico, Rome Toeschouwers: 27.597 Scheidsrechter: Slavko Vinčić |

|                            |                           |       |             |                                                                               |
| 22 februari 2018 19:00 uur | Viktoria Pilsen           | 2 – 0 | FK Partizan | Stadion města Plzně, Pilsen Toeschouwers: 10.185 Scheidsrechter: Jakob Kehlet |
| 22 februari 2018 19:00 uur | Krmenčík 68' Čermák 90+5' |       |             | Stadion města Plzně, Pilsen Toeschouwers: 10.185 Scheidsrechter: Jakob Kehlet |

|                            |                |       |                |                                                                                    |
| 22 februari 2018 19:00 uur | Villarreal     | 0 – 1 | Olympique Lyon | Estadio de la Cerámica, Villarreal Toeschouwers: 17.028 Scheidsrechter: Luca Banti |
| 22 februari 2018 19:00 uur | Costa 80', 80' |       | 86' Traoré     | Estadio de la Cerámica, Villarreal Toeschouwers: 17.028 Scheidsrechter: Luca Banti |

|                            |            |                           |        |                                                                             |
| 22 februari 2018 19:00 uur | RB Leipzig | 0 – 2                     | Napoli | Red Bull Arena, Leipzig Toeschouwers: 36.163 Scheidsrechter: Anthony Taylor |
| 22 februari 2018 19:00 uur |            | 34' Zieliński 87' Insigne |        | Red Bull Arena, Leipzig Toeschouwers: 36.163 Scheidsrechter: Anthony Taylor |

|                            |                                     |       |        |                                                                                               |
| 22 februari 2018 19:00 uur | Zenit Sint-Petersburg               | 3 – 0 | Celtic | Nieuwe Zenitstadion, Sint-Petersburg Toeschouwers: 50.492 Scheidsrechter: Antonio Mateu Lahoz |
| 22 februari 2018 19:00 uur | Ivanović 9' Kuzyaev 28' Kokorin 62' |       |        | Nieuwe Zenitstadion, Sint-Petersburg Toeschouwers: 50.492 Scheidsrechter: Antonio Mateu Lahoz |

|                            |             |       |            |                                                                      |
| 22 februari 2018 19:00 uur | Dynamo Kiev | 0 – 0 | AEK Athene | NSK Olimpiejsky, Kiev Toeschouwers: 27.024 Scheidsrechter: Matej Jug |
| 22 februari 2018 19:00 uur |             |       |            | NSK Olimpiejsky, Kiev Toeschouwers: 27.024 Scheidsrechter: Matej Jug |

|                            |                 |       |               |                                                                                            |
| 22 februari 2018 19:00 uur | Atlético Madrid | 1 – 0 | FC Kopenhagen | Estadio Wanda Metropolitano, Madrid Toeschouwers: 44.035 Scheidsrechter: Gediminas Mažeika |
| 22 februari 2018 19:00 uur | Gameiro 8'      |       |               | Estadio Wanda Metropolitano, Madrid Toeschouwers: 44.035 Scheidsrechter: Gediminas Mažeika |

|                            |           |       |                     |                                                                                |
| 22 februari 2018 21:05 uur | SC Braga  | 1 – 0 | Olympique Marseille | Estádio Municipal, Braga Toeschouwers: 9.016 Scheidsrechter: Svein Oddvar Moen |
| 22 februari 2018 21:05 uur | Horta 32' |       |                     | Estádio Municipal, Braga Toeschouwers: 9.016 Scheidsrechter: Svein Oddvar Moen |

|                            |               |       |                    |                                                                             |
| 22 februari 2018 21:05 uur | Arsenal       | 1 – 2 | Östersunds FK      | Emirates Stadium, Londen Toeschouwers: 58.405 Scheidsrechter: Ivan Kružliak |
| 22 februari 2018 21:05 uur | Kolašinac 48' |       | 23' Aiesh 25' Sema | Emirates Stadium, Londen Toeschouwers: 58.405 Scheidsrechter: Ivan Kružliak |

|                            |            |       |                |                                                                                              |
| 22 februari 2018 21:05 uur | AC Milan   | 1 – 0 | PFK Ludogorets | Stadio Giuseppe Meazza, Milaan Toeschouwers: 17.453 Scheidsrechter: Alberto Undiano Mallenco |
| 22 februari 2018 21:05 uur | Borini 22' |       |                | Stadio Giuseppe Meazza, Milaan Toeschouwers: 17.453 Scheidsrechter: Alberto Undiano Mallenco |

|                            |                               |       |                          |                                                                               |
| 22 februari 2018 21:05 uur | Red Bull Salzburg             | 2 – 1 | Real Sociedad            | Red Bull Arena, Salzburg Toeschouwers: 13.912 Scheidsrechter: Sergej Karasjov |
| 22 februari 2018 21:05 uur | Dabour 11' Berisha 75' (pen.) |       | 29' Navas 25', 72' Navas | Red Bull Arena, Salzburg Toeschouwers: 13.912 Scheidsrechter: Sergej Karasjov |

|                            |                 |       |                                |                                                                       |
| 22 februari 2018 21:05 uur | Athletic Bilbao | 1 – 2 | Spartak Moskou                 | San Mamés, Bilbao Toeschouwers: 36.873 Scheidsrechter: Tobias Stieler |
| 22 februari 2018 21:05 uur | Etxeita 58'     |       | 45' Luiz Adriano 86' Melgarejo | San Mamés, Bilbao Toeschouwers: 36.873 Scheidsrechter: Tobias Stieler |

|                            |                  |       |                   | |
| 22 februari 2018 21:05 uur | Atalanta Bergamo | 1 – 1 | Borussia Dortmund | MAPEI Stadium - Città del Tricolore, Reggio Emilia Toeschouwers: 17.492 Scheidsrechter: Jesús Gil Manzano |
| 22 februari 2018 21:05 uur | Tolói 11'        |       | 84' Schmelzer     | MAPEI Stadium - Città del Tricolore, Reggio Emilia Toeschouwers: 17.492 Scheidsrechter: Jesús Gil Manzano |

#### Achtste finales
De loting vond plaats op 23 februari 2018. De heenwedstrijden werden gespeeld op 8 maart 2018. Op 15 maart 2018 vonden de returns plaats.
| Team 1              | Tot.      | Team 2                | 1e wedstr. | 2e wedstr. |
| ------------------- | --------- | --------------------- | ---------- | ---------- |
| Lazio               | 4 – 2     | Dynamo Kiev           | 2 – 2      | 2 – 0      |
| RB Leipzig          | 3 – 2     | Zenit Sint-Petersburg | 2 – 1      | 1 – 1      |
| Atlético Madrid     | 8 – 1     | Lokomotiv Moskou      | 3 – 0      | 5 – 1      |
| CSKA Moskou         | (u) 3 – 3 | Olympique Lyon        | 0 – 1      | 3 – 2      |
| Olympique Marseille | 5 – 2     | Athletic Bilbao       | 3 – 1      | 2 – 1      |
| Sporting Lissabon   | 3 – 2     | Viktoria Pilsen       | 2 – 0      | 1 – 2      |
| Borussia Dortmund   | 1 – 2     | Red Bull Salzburg     | 1 – 2      | 0 – 0      |
| AC Milan            | 1 – 5     | Arsenal               | 0 – 2      | 1 – 3      |

##### Heenwedstrijden
|                        |                                     |       |                  |                                                                                       |
| 8 maart 2018 19:00 uur | Atlético Madrid                     | 3 – 0 | Lokomotiv Moskou | Estadio Wanda Metropolitano, Madrid Toeschouwers: 40.767 Scheidsrechter: Jakob Kehlet |
| 8 maart 2018 19:00 uur | Saúl 23' Diego Costa 48' Koke 90+1' |       |                  | Estadio Wanda Metropolitano, Madrid Toeschouwers: 40.767 Scheidsrechter: Jakob Kehlet |

|                        |             |             |                |                                                                            |
| 8 maart 2018 19:00 uur | CSKA Moskou | 0 – 1       | Olympique Lyon | VEB Arena, Moskou Toeschouwers: 13.990 Scheidsrechter: Antonio Mateu Lahoz |
| 8 maart 2018 19:00 uur |             | 69' Marcelo |                | VEB Arena, Moskou Toeschouwers: 13.990 Scheidsrechter: Antonio Mateu Lahoz |

|                        |                   |       |                         |                                                                                |
| 8 maart 2018 19:00 uur | Borussia Dortmund | 1 – 2 | Red Bull Salzburg       | Signal Iduna Park, Dortmund Toeschouwers: 53.700 Scheidsrechter: Slavko Vinčić |
| 8 maart 2018 19:00 uur | Schürrle 63'      |       | 50' (pen.), 57' Berisha | Signal Iduna Park, Dortmund Toeschouwers: 53.700 Scheidsrechter: Slavko Vinčić |

|                        |          |                             |         |                                                                                    |
| 8 maart 2018 19:00 uur | AC Milan | 0 – 2                       | Arsenal | Stadio Giuseppe Meazza, Milaan Toeschouwers: 72.821 Scheidsrechter: Clément Turpin |
| 8 maart 2018 19:00 uur |          | 16' Mchitarjan 45+5' Ramsey |         | Stadio Giuseppe Meazza, Milaan Toeschouwers: 72.821 Scheidsrechter: Clément Turpin |

|                        |                           |       |                                 |                                                                          |
| 8 maart 2018 21:05 uur | Lazio                     | 2 – 2 | Dynamo Kiev                     | Stadio Olimpico, Rome Toeschouwers: 21.562 Scheidsrechter: Ivan Kružliak |
| 8 maart 2018 21:05 uur | Immobile 55' Anderson 63' |       | 53' Tsihankov 80' Júnior Moraes | Stadio Olimpico, Rome Toeschouwers: 21.562 Scheidsrechter: Ivan Kružliak |

|                        |                      |       |                       |                                                                             |
| 8 maart 2018 21:05 uur | RB Leipzig           | 2 – 1 | Zenit Sint-Petersburg | Red Bull Arena, Leipzig Toeschouwers: 19.877 Scheidsrechter: Ovidiu Haţegan |
| 8 maart 2018 21:05 uur | Bruma 57' Werner 78' |       | 87' Criscito          | Red Bull Arena, Leipzig Toeschouwers: 19.877 Scheidsrechter: Ovidiu Haţegan |

|                        |                           |       |                     |                                                                             |
| 8 maart 2018 21:05 uur | Olympique Marseille       | 3 – 1 | Athletic Bilbao     | Stade Vélodrome, Marseille Toeschouwers: 37.657 Scheidsrechter: Jorge Sousa |
| 8 maart 2018 21:05 uur | Ocampos 2', 58' Payet 15' |       | 45+4' (pen.) Aduriz | Stade Vélodrome, Marseille Toeschouwers: 37.657 Scheidsrechter: Jorge Sousa |

|                        |                    |       |                 |                                                                                        |
| 8 maart 2018 21:05 uur | Sporting Lissabon  | 2 – 0 | Viktoria Pilsen | Estádio José Alvalade, Lissabon Toeschouwers: 26.090 Scheidsrechter: Aleksej Koelbakov |
| 8 maart 2018 21:05 uur | Montero 45+2', 50' |       |                 | Estádio José Alvalade, Lissabon Toeschouwers: 26.090 Scheidsrechter: Aleksej Koelbakov |

##### Terugwedstrijden
|                         |                  |       |                                                          |                                                                              |
| 15 maart 2018 17:00 uur | Lokomotiv Moskou | 1 – 5 | Atlético Madrid                                          | Lokomotivstadion, Moskou Toeschouwers: nnb Scheidsrechter: Artur Soares Dias |
| 15 maart 2018 17:00 uur | Rybus 21'        |       | 18' Correa 48' Saúl 67' (pen.), 70' Torres 86' Griezmann | Lokomotivstadion, Moskou Toeschouwers: nnb Scheidsrechter: Artur Soares Dias |

|                         |             |                             |       |                                                                           |
| 15 maart 2018 19:00 uur | Dynamo Kiev | 0 – 2                       | Lazio | NSK Olimpiejsky, Kiev Toeschouwers: nnb Scheidsrechter: Jesús Gil Manzano |
| 15 maart 2018 19:00 uur |             | 24' Lucas Leiva 84' De Vrij |       | NSK Olimpiejsky, Kiev Toeschouwers: nnb Scheidsrechter: Jesús Gil Manzano |

|                         |                       |       |              |                                                                                          |
| 15 maart 2018 19:00 uur | Zenit Sint-Petersburg | 1 – 1 | RB Leipzig   | Nieuwe Zenitstadion, Sint-Petersburg Toeschouwers: 44.092 Scheidsrechter: Daniele Orsato |
| 15 maart 2018 19:00 uur | Driussi 45+2'         |       | 23' Augustin | Nieuwe Zenitstadion, Sint-Petersburg Toeschouwers: 44.092 Scheidsrechter: Daniele Orsato |

|                         |                              |       |                              |                                                                       |
| 15 maart 2018 19:00 uur | Athletic Bilbao              | 1 – 2 | Olympique Marseille          | San Mamés, Bilbao Toeschouwers: 40.586 Scheidsrechter: Anthony Taylor |
| 15 maart 2018 19:00 uur | Williams 75' Aduriz 16', 77' |       | 39' (pen.) Payet 53' Ocampos | San Mamés, Bilbao Toeschouwers: 40.586 Scheidsrechter: Anthony Taylor |

|                         |                 |            |                   |                                                                                |
| 15 maart 2018 19:00 uur | Viktoria Pilsen | 2 – 1 (nv) | Sporting Lissabon | Stadion města Plzně, Pilsen Toeschouwers: 9.370 Scheidsrechter: Tobias Stieler |
| 15 maart 2018 19:00 uur | Bakoš 7', 66'   |            | 105+3' Battaglia  | Stadion města Plzně, Pilsen Toeschouwers: 9.370 Scheidsrechter: Tobias Stieler |

|                         |                     |       |                                    |                                                                                  |
| 15 maart 2018 21:05 uur | Olympique Lyon      | 2 – 3 | CSKA Moskou                        | Parc Olympique Lyonnais, Lyon Toeschouwers: 38.622 Scheidsrechter: Robert Madden |
| 15 maart 2018 21:05 uur | Cornet 59' Díaz 72' |       | 40' Golovin 61' Musa 66' Wernbloom | Parc Olympique Lyonnais, Lyon Toeschouwers: 38.622 Scheidsrechter: Robert Madden |

|                         |                   |       |                   |                                                                              |
| 15 maart 2018 21:05 uur | Red Bull Salzburg | 0 – 0 | Borussia Dortmund | Red Bull Arena, Salzburg Toeschouwers: 29.520 Scheidsrechter: Benoît Bastien |
| 15 maart 2018 21:05 uur |                   |       |                   | Red Bull Arena, Salzburg Toeschouwers: 29.520 Scheidsrechter: Benoît Bastien |

|                         |                                   |       |                |                                                                              |
| 15 maart 2018 21:05 uur | Arsenal                           | 3 – 1 | AC Milan       | Emirates Stadium, Londen Toeschouwers: 58.973 Scheidsrechter: Jonas Eriksson |
| 15 maart 2018 21:05 uur | Welbeck 39' (pen.), 87' Xhaka 72' |       | 36' Çalhanoğlu | Emirates Stadium, Londen Toeschouwers: 58.973 Scheidsrechter: Jonas Eriksson |

#### Kwartfinales
De loting vond plaats op 16 maart 2018.
De heenwedstrijden werden gespeeld op 5 april 2018. Op 12 april 2018 vonden de returns plaats.
| Team 1          | Tot.  | Team 2              | 1e wedstr. | 2e wedstr. |
| --------------- | ----- | ------------------- | ---------- | ---------- |
| RB Leipzig      | 3 – 5 | Olympique Marseille | 1 – 0      | 2 – 5      |
| Arsenal         | 6 – 3 | CSKA Moskou         | 4 – 1      | 2 – 2      |
| Atlético Madrid | 2 – 1 | Sporting Lissabon   | 2 – 0      | 0 – 1      |
| Lazio           | 5 – 6 | Red Bull Salzburg   | 4 – 2      | 1 – 4      |

##### Heenwedstrijden
|                        |              |       |                     |                                                                                       |
| 5 april 2018 21.05 uur | RB Leipzig   | 1 – 0 | Olympique Marseille | Red Bull Arena, Leipzig Toeschouwers: 34.043 Scheidsrechter: Alberto Undiano Mallenco |
| 5 april 2018 21.05 uur | Werner 45+1' |       |                     | Red Bull Arena, Leipzig Toeschouwers: 34.043 Scheidsrechter: Alberto Undiano Mallenco |

|                        |                                          |       |             |                                                                              |
| 5 april 2018 21.05 uur | Arsenal                                  | 4 – 1 | CSKA Moskou | Emirates Stadium, Londen Toeschouwers: 58.285 Scheidsrechter: Pavel Královec |
| 5 april 2018 21.05 uur | Ramsey 9', 28' Lacazette 23' (pen.), 35' |       | 15' Golovin | Emirates Stadium, Londen Toeschouwers: 58.285 Scheidsrechter: Pavel Královec |

|                        |                       |       |                   |                                                                                          |
| 5 april 2018 21.05 uur | Atlético Madrid       | 2 – 0 | Sporting Lissabon | Estadio Wanda Metropolitano, Madrid Toeschouwers: 53.301 Scheidsrechter: Sergej Karasjov |
| 5 april 2018 21.05 uur | Koke 1' Griezmann 40' |       |                   | Estadio Wanda Metropolitano, Madrid Toeschouwers: 53.301 Scheidsrechter: Sergej Karasjov |

|                        |                                               |       |                                 |                                                                           |
| 5 april 2018 21.05 uur | Lazio                                         | 4 – 2 | Red Bull Salzburg               | Stadio Olimpico, Rome Toeschouwers: 42.538 Scheidsrechter: Ovidiu Haţegan |
| 5 april 2018 21.05 uur | Lulić 8' Parolo 49' Anderson 74' Immobile 76' |       | 30' (pen.) Berisha 71' Minamino | Stadio Olimpico, Rome Toeschouwers: 42.538 Scheidsrechter: Ovidiu Haţegan |

##### Terugwedstrijden
|                         |                                                              |       |                       |                                                                               |
| 12 april 2018 21.05 uur | Olympique Marseille                                          | 5 – 2 | RB Leipzig            | Stade Vélodrome, Marseille Toeschouwers: 60.000 Scheidsrechter: Björn Kuipers |
| 12 april 2018 21.05 uur | Ilsanker 6' (e.d.) Sarr 9' Thauvin 38' Payet 60' Sakai 90+4' |       | 2' Bruma 55' Augustin | Stade Vélodrome, Marseille Toeschouwers: 60.000 Scheidsrechter: Björn Kuipers |

|                         |                          |       |                          |                                                                  |
| 12 april 2018 21.05 uur | CSKA Moskou              | 2 – 2 | Arsenal                  | VEB Arena, Moskou Toeschouwers: nnb Scheidsrechter: Felix Zwayer |
| 12 april 2018 21.05 uur | Tsjalov 39' Nababkin 50' |       | 75' Welbeck 90+2' Ramsey | VEB Arena, Moskou Toeschouwers: nnb Scheidsrechter: Felix Zwayer |

|                         |                   |       |                 |                                                                                 |
| 12 april 2018 21.05 uur | Sporting Lissabon | 1 – 0 | Atlético Madrid | Estádio José Alvalade, Lissabon Toeschouwers: nnb Scheidsrechter: Milorad Mažić |
| 12 april 2018 21.05 uur | Montero 28'       |       |                 | Estádio José Alvalade, Lissabon Toeschouwers: nnb Scheidsrechter: Milorad Mažić |

|                         |                                             |       |              |                                                                             |
| 12 april 2018 21.05 uur | Red Bull Salzburg                           | 4 – 1 | Lazio        | Red Bull Arena, Salzburg Toeschouwers: 29.520 Scheidsrechter: Damir Skomina |
| 12 april 2018 21.05 uur | Dabour 56' Haidara 72' Hwang 74' Lainer 76' |       | 55' Immobile | Red Bull Arena, Salzburg Toeschouwers: 29.520 Scheidsrechter: Damir Skomina |

#### Halve finales
De loting vond plaats op 13 april 2018.
De heenwedstrijden werden gespeeld op 26 april 2018. Op 3 mei 2018 vonden de returns plaats.
| Team 1              | Tot.  | Team 2            | 1e wedstr. | 2e wedstr. |
| ------------------- | ----- | ----------------- | ---------- | ---------- |
| Olympique Marseille | 3 – 2 | Red Bull Salzburg | 2 – 0      | 1 – 2      |
| Arsenal             | 1 – 2 | Atlético Madrid   | 1 – 1      | 0 – 1      |

##### Heenwedstrijden
|                         |                       |       |                   |                                                                                |
| 26 april 2018 21:05 uur | Olympique Marseille   | 2 – 0 | Red Bull Salzburg | Stade Vélodrome, Marseille Toeschouwers: 62.312 Scheidsrechter: William Collum |
| 26 april 2018 21:05 uur | Thauvin 16' N'Jie 64' |       |                   | Stade Vélodrome, Marseille Toeschouwers: 62.312 Scheidsrechter: William Collum |

|                         |               |       |                                |                                                                              |
| 26 april 2018 21:05 uur | Arsenal       | 1 – 1 | Atlético Madrid                | Emirates Stadium, Londen Toeschouwers: 59.066 Scheidsrechter: Clément Turpin |
| 26 april 2018 21:05 uur | Lacazette 62' |       | 83' Griezmann 3', 11' Vrsaljko | Emirates Stadium, Londen Toeschouwers: 59.066 Scheidsrechter: Clément Turpin |

##### Terugwedstrijden
|                      |                                               |            |                     |                                                                               |
| 3 mei 2018 21:05 uur | Red Bull Salzburg                             | 2 – 1 (nv) | Olympique Marseille | Red Bull Arena, Salzburg Toeschouwers: 29.520 Scheidsrechter: Sergej Karasjov |
| 3 mei 2018 21:05 uur | Haidara 54' Sarr 66' (e.d.) Haidara 76', 120' |            | 117' Rolando        | Red Bull Arena, Salzburg Toeschouwers: 29.520 Scheidsrechter: Sergej Karasjov |

|                      |                   |       |         |                                                                                          |
| 3 mei 2018 21:05 uur | Atlético Madrid   | 1 – 0 | Arsenal | Estadio Wanda Metropolitano, Madrid Toeschouwers: 65.000 Scheidsrechter: Gianluca Rocchi |
| 3 mei 2018 21:05 uur | Diego Costa 45+3' |       |         | Estadio Wanda Metropolitano, Madrid Toeschouwers: 65.000 Scheidsrechter: Gianluca Rocchi |

#### Finale
Op 13 april 2018 werd geloot wie als thuisspelende club tijdens de finale werd aangewezen. Dit was de winnaar van de halve finale tussen Olympique Marseille en Red Bull Salzburg.
|                       |                     |                             |                 |                                                                                  |
| 16 mei 2018 20:45 uur | Olympique Marseille | 0 – 3                       | Atlético Madrid | Parc Olympique Lyonnais, Lyon Toeschouwers: 55.768 Scheidsrechter: Björn Kuipers |
| 16 mei 2018 20:45 uur |                     | 21', 49' Griezmann 89' Gabi |                 | Parc Olympique Lyonnais, Lyon Toeschouwers: 55.768 Scheidsrechter: Björn Kuipers |

## Statistieken

### Topscorers
Bij een gelijk aantal doelpunten geldt het minst aantal speelminuten.

| rang | naam              | club                  | goals | minuten gespeeld |
| ---- | ----------------- | --------------------- | ----- | ---------------- |
| 1    | Ciro Immobile     | Lazio                 | 8     | 583'             |
| 1    | Aritz Aduriz      | Athletic Bilbao       | 8     | 801'             |
| 3    | Júnior Moraes     | Dynamo Kiev           | 7     | 743'             |
| 4    | Mario Balotelli   | OGC Nice              | 6     | 528'             |
| 4    | Antoine Griezmann | Atlético Madrid       | 6     | 631'             |
| 4    | Aleksandr Kokorin | Zenit Sint-Petersburg | 6     | 698'             |
| 4    | André Silva       | AC Milan              | 6     | 721'             |
| 4    | Emiliano Rigoni   | Zenit Sint-Petersburg | 6     | 775'             |
| 4    | Manuel Fernandes  | Lokomotiv Moskou      | 6     | 900'             |

### Aantal deelnemers per land per ronde
- - Betekent dat het land was vrijgesteld van deze ronde en pas in latere rondes clubs instroomden.

| Land                  | 1e voorronde | 2e voorronde | 3e voorronde | Play-offronde | Groepsfase | 1/16 finale | 1/8 finale | 1/4 finale | 1/2 finale | Finale | Winnaar |
| --------------------- | ------------ | ------------ | ------------ | ------------- | ---------- | ----------- | ---------- | ---------- | ---------- | ------ | ------- |
| Spanje                | -            | -            | 1            | 1             | 3          | 4           | 2          | 1          | 1          | 1      | 1       |
| Frankrijk             | -            | -            | 2            | 1             | 3          | 3           | 2          | 1          | 1          | 1      |         |
| Engeland              | -            | -            | 1            | 1             | 2          | 1           | 1          | 1          | 1          |        |         |
| Oostenrijk            | 1            | 2            | 3            | 3             | 2          | 1           | 1          | 1          | 1          |        |         |
| Duitsland             | -            | -            | 1            | 0             | 3          | 2           | 2          | 1          |            |        |         |
| Italië                | -            | -            | 1            | 1             | 3          | 4           | 2          | 1          |            |        |         |
| Portugal              | -            | -            | 2            | 2             | 2          | 2           | 1          | 1          |            |        |         |
| Rusland               | -            | -            | 2            | 2             | 2          | 4           | 3          | 1          |            |        |         |
| Oekraïne              | -            | -            | 2            | 2             | 2          | 1           | 1          |            |            |        |         |
| Tsjechië              | -            | 1            | 2            | 1             | 3          | 1           | 1          |            |            |        |         |
| Griekenland           | -            | 1            | 3            | 3             | 1          | 1           |            |            |            |        |         |
| Roemenië              | -            | 1            | 3            | 1             | 1          | 1           |            |            |            |        |         |
| Zweden                | 2            | 3            | 2            | 1             | 1          | 1           |            |            |            |        |         |
| Denemarken            | 2            | 3            | 3            | 1             | 1          | 1           |            |            |            |        |         |
| Schotland             | 2            | 1            | 1            | 0             | 0          | 1           |            |            |            |        |         |
| Servië                | 3            | 1            | 1            | 2             | 2          | 2           |            |            |            |        |         |
| Kazachstan            | 3            | 2            | 0            | 0             | 1          | 1           |            |            |            |        |         |
| Bulgarije             | 3            | 2            | 1            | 1             | 1          | 1           |            |            |            |        |         |
| België                | -            | -            | 2            | 1             | 1          |             |            |            |            |        |         |
| Nederland             | -            | 1            | 2            | 2             | 1          |             |            |            |            |        |         |
| Turkije               | -            | 1            | 1            | 1             | 2          |             |            |            |            |        |         |
| Zwitserland           | -            | 1            | 1            | 0             | 2          |             |            |            |            |        |         |
| Kroatië               | 1            | 2            | 3            | 3             | 1          |             |            |            |            |        |         |
| Cyprus                | 2            | 3            | 3            | 2             | 1          |             |            |            |            |        |         |
| Wit-Rusland           | 2            | 2            | 1            | 1             | 1          |             |            |            |            |        |         |
| Noorwegen             | 2            | 3            | 1            | 1             | 1          |             |            |            |            |        |         |
| Israël                | 2            | 3            | 2            | 1             | 2          |             |            |            |            |        |         |
| Moldavië              | 3            | 1            | 0            | 1             | 1          |             |            |            |            |        |         |
| Albanië               | 3            | 1            | 1            | 1             | 1          |             |            |            |            |        |         |
| Macedonië             | 3            | 2            | 1            | 2             | 1          |             |            |            |            |        |         |
| Polen                 | 2            | 2            | 2            | 1             |            |             |            |            |            |        |         |
| Slovenië              | 3            | 2            | 1            | 1             |            |             |            |            |            |        |         |
| Hongarije             | 3            | 2            | 1            | 1             |            |             |            |            |            |        |         |
| IJsland               | 3            | 2            | 0            | 1             |            |             |            |            |            |        |         |
| Litouwen              | 3            | 2            | 2            | 1             |            |             |            |            |            |        |         |
| Azerbeidzjan          | 2            | 3            | 1            |               |            |             |            |            |            |        |         |
| Slowakije             | 3            | 3            | 1            |               |            |             |            |            |            |        |         |
| Luxemburg             | 3            | 2            | 1            |               |            |             |            |            |            |        |         |
| Liechtenstein         | 1            | 1            |              |               |            |             |            |            |            |        |         |
| Finland               | 3            | 2            |              |               |            |             |            |            |            |        |         |
| Bosnië en Herzegovina | 3            | 2            |              |               |            |             |            |            |            |        |         |
| Ierland               | 3            | 2            |              |               |            |             |            |            |            |        |         |
| Letland               | 3            | 1            |              |               |            |             |            |            |            |        |         |
| Montenegro            | 3            | 1            |              |               |            |             |            |            |            |        |         |
| Estland               | 3            | 1            |              |               |            |             |            |            |            |        |         |
| Malta                 | 3            | 1            |              |               |            |             |            |            |            |        |         |
| Georgië               | 3            |              |              |               |            |             |            |            |            |        |         |
| Noord-Ierland         | 3            |              |              |               |            |             |            |            |            |        |         |
| Armenië               | 3            |              |              |               |            |             |            |            |            |        |         |
| Faeröer               | 3            |              |              |               |            |             |            |            |            |        |         |
| Wales                 | 3            |              |              |               |            |             |            |            |            |        |         |
| Gibraltar             | 2            |              |              |               |            |             |            |            |            |        |         |
| Andorra               | 2            |              |              |               |            |             |            |            |            |        |         |
| San Marino            | 2            |              |              |               |            |             |            |            |            |        |         |
| Kosovo                | 1            |              |              |               |            |             |            |            |            |        |         |

Overige Europese Bekertoernooien: UEFA Champions League · UEFA Europa Conference League · UEFA Super Cup · Europacup I (Beker der Landskampioenen) · Europacup II (Beker der Bekerwinnaars) · UEFA Intertoto Cup